# 新居浜市
新居浜市（にいはまし）は、愛媛県の東部に位置する市。瀬戸内海に面し、東予地方の中心都市の一つで計量特定市の指定都市。新居浜平野一帯を指す都市圏人口は松山都市圏に次ぐ愛媛県で第二の規模となる約23万人を有し、瀬戸内工業地域に属する臨海工業都市でもある。

## 概要
瀬戸内有数の工業都市。江戸時代に住友家によって開坑された別子銅山（現在の住友金属鉱山）で繁栄の足がかりを築き、住友財閥発展の礎となった。その後、産業機械・化学工業・非鉄金属など住友グループとその協力企業群により発展を遂げた。住友グループの企業城下町として有名であり、よく「工都・新居浜」と表現される。住友金属鉱山・住友化学・住友重機械工業・住友林業の各社は、住友グループの中では「新居浜4社」とも呼ばれている。
平成の大合併により県内人口第2位の座を今治市に譲ったものの、現在も人口密度では東予地方第1位であり東予地方の中心都市のひとつでもある。
毎年10月に行われる新居浜太鼓祭りは勇壮な山車が市内を練り歩く祭りであり、四国三大祭りや日本三大喧嘩祭りの一つとしても知られている。
その他にも日本三大銅山の一つでもある別子銅山関連の近代化産業遺産群、世界2位の規模を誇るプラネタリウム（愛媛県総合科学博物館）も知られている。

## 地理

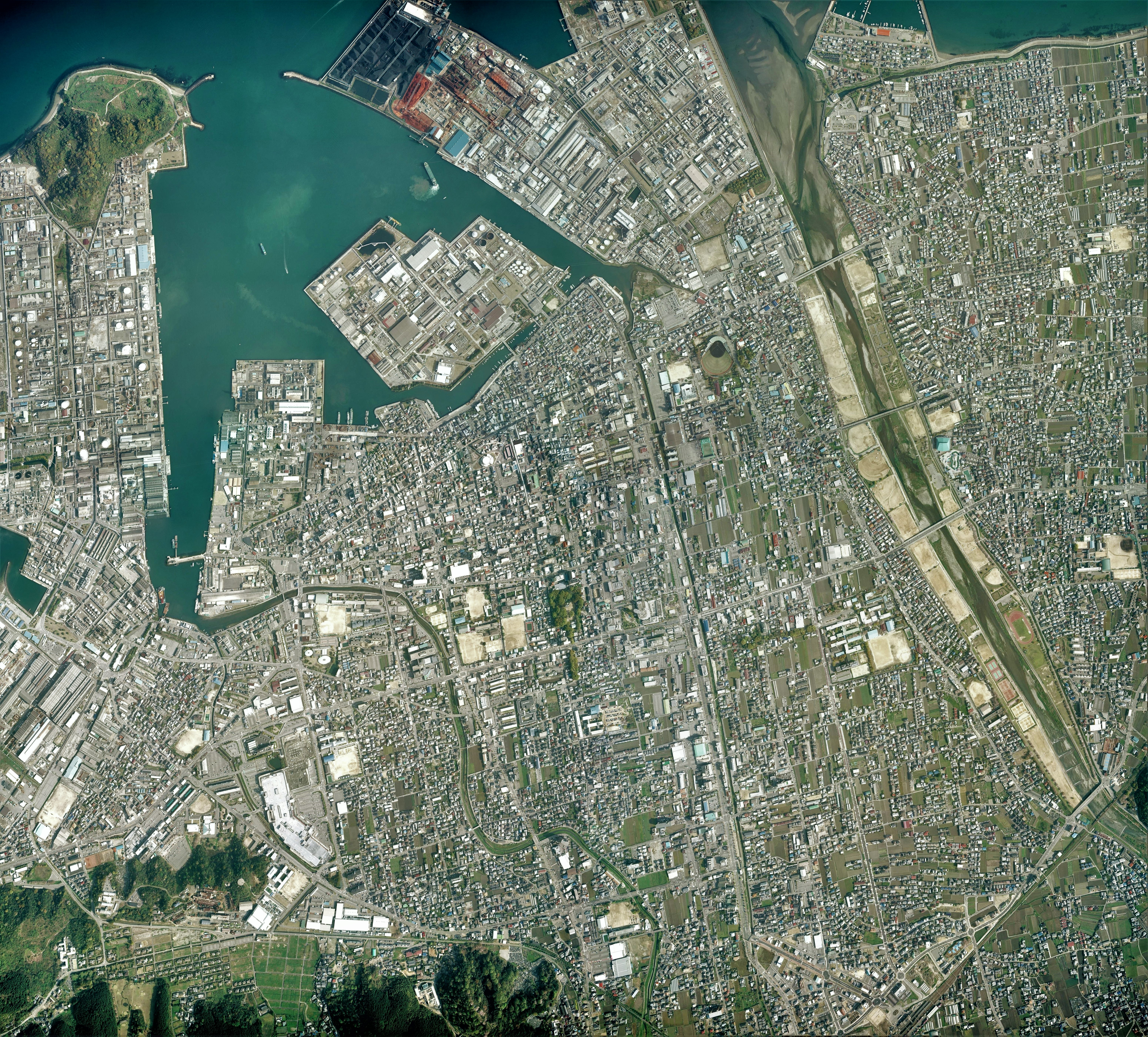
新居浜市中心部周辺の空中写真。
2010年4月18日撮影の8枚を合成作成。。

### 位置
新居浜市は四国地方のほぼ中北部に位置し、東は四国中央市、西は西条市と接する。北は瀬戸内海の燧灘（ひうちなだ）に面し、南は四国山地を境として高知県と境を接している。

### 隣接している市町村
- 西条市、四国中央市
- 高知県 - 吾川郡いの町、土佐郡大川村
- 広島県 - 福山市（瀬戸内海域）

### 地形

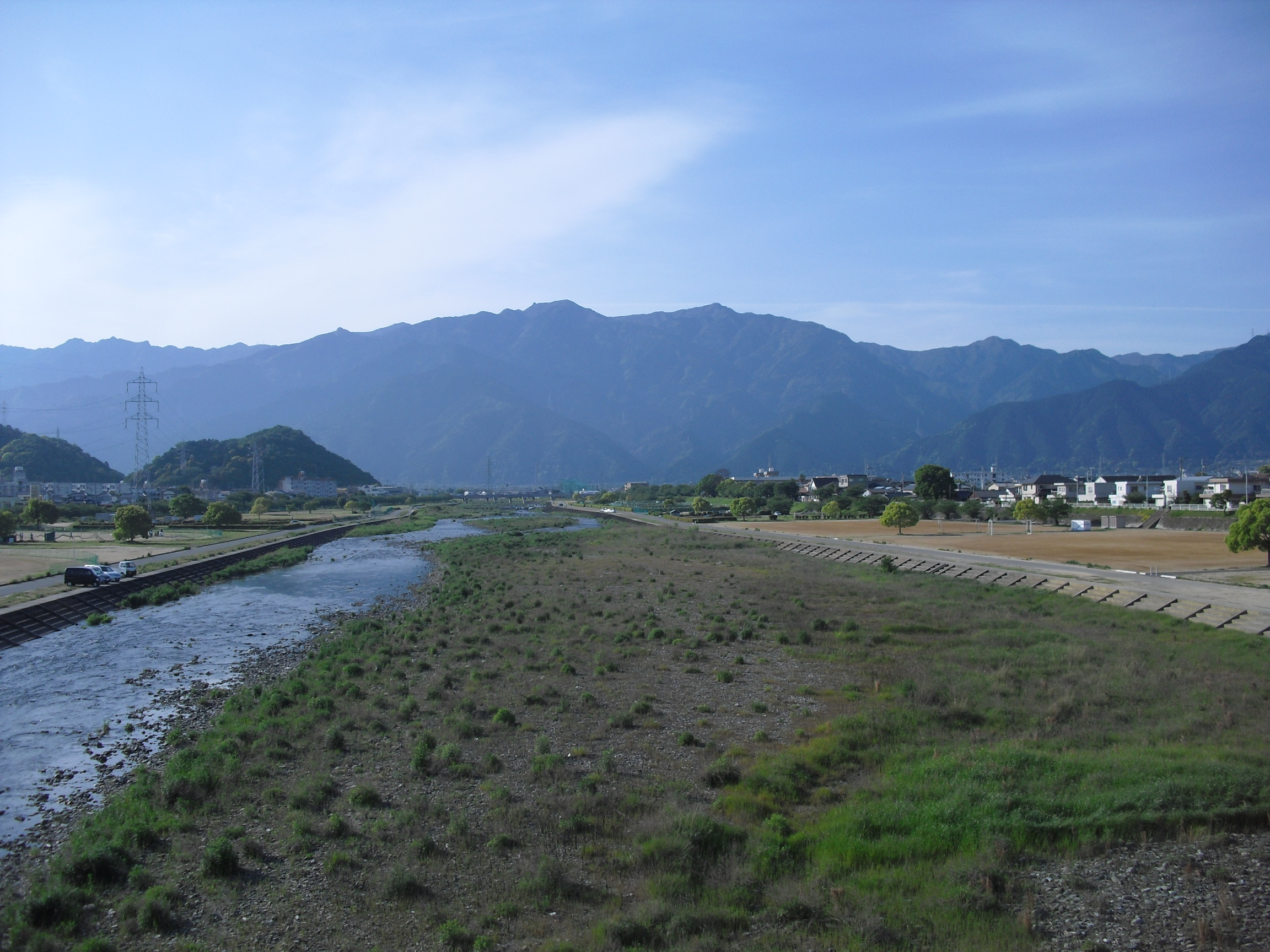
国領川から望む西赤石山

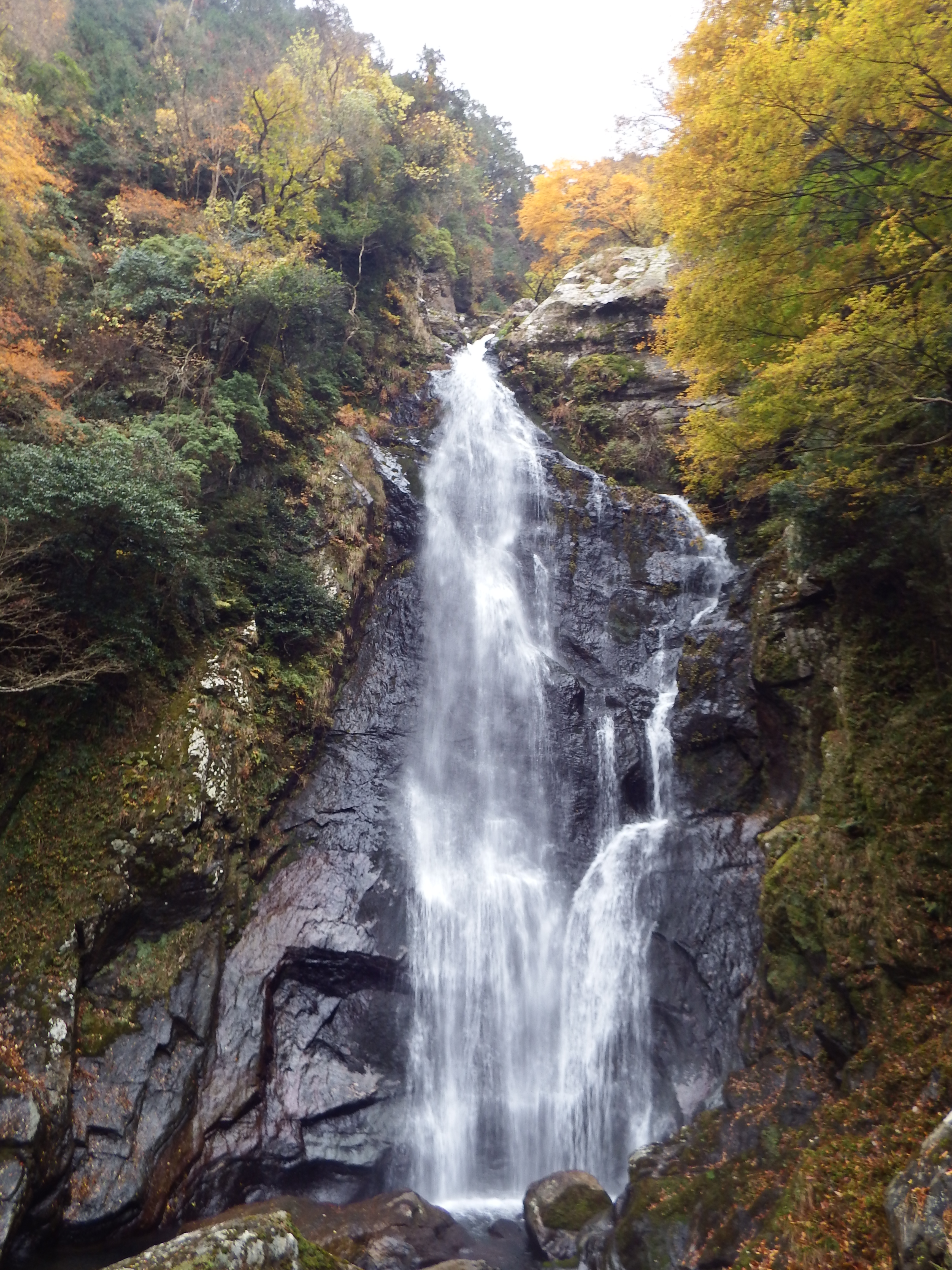
魔戸の滝

北は瀬戸内海の最奥の燧灘に面する。市域の北半分には新居浜平野が広がり、市街地が形成されている。新居浜平野の南縁では中央構造線に沿うように千数百メートル級の急峻な四国山地がそびえる。
市街地の中心を流れる国領川の西側を川西地区、東側は川東地区、東西の丘陵地及びそれらを結ぶ線を通る予讃線付近から南側は上部地区と呼ばれる。
南方奥地には別子山地区が位置する。山深くに位置するこの地区は、市街地からは約30km離れている。冠山を源とし、旧別子銅山を流れていた銅山川が、法皇山脈の合間を東進する。なお、この別子山地区は独立した村「別子山村」であったが、2003年（平成15年）に新居浜市に編入合併された。
かつては沖合いに御代島、黒島などの島が点在していたが埋立等により地続きとなった。現在は東北部沖にある新居大島が唯一の離島となる。なお、沖合の四阪島は今治市（旧宮窪町）に属するが、住友金属鉱山の専用船は新居浜港から出港しており、新居浜との関連が深い。
海山川湖島滝
- 海：瀬戸内海の燧灘
- 山：ちち山（市内最高峰1,855m）、東赤石山、二ッ岳、エビラ山、黒岳、物住頭、西赤石山、権現山、銅山峰
- 河川：国領川、銅山川（吉野川の支流の一つ）、東川、尻無川、阿島川
- 湖沼：池田池、別子の湖（鹿森ダム湖）、別子ダム湖

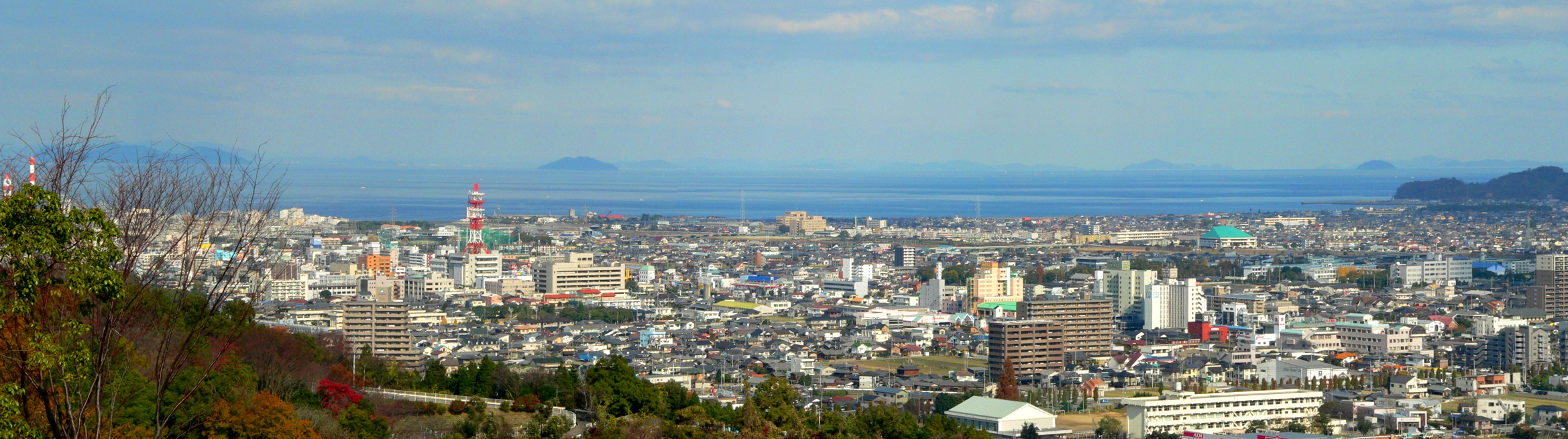
滝の宮公園第一展望台より市内北部を望む。中央やや左のベージュの建物が新居浜市役所。（手前側が川西地区。国領川を挟んで右側奥が川東地区）

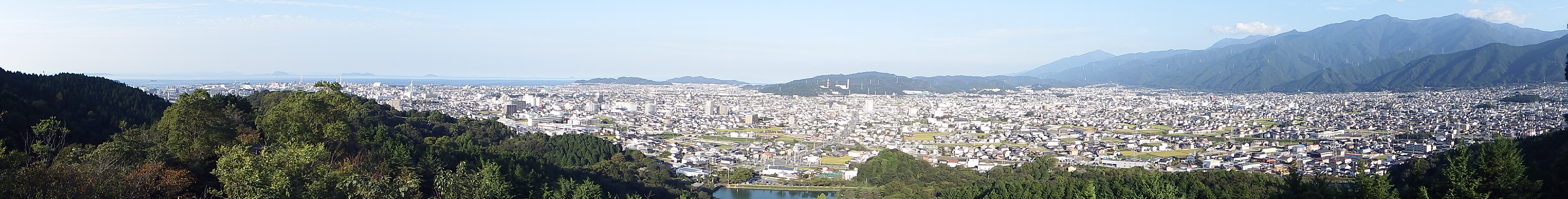
滝の宮公園第二展望台より

- 島：新居大島
- 滝：魔戸の滝、清滝、銚子の滝、八間滝

### 人口

#### 年齢構成
| |                                          |  |
| 新居浜市と全国の年齢別人口分布（2005年） | 新居浜市の年齢・男女別人口分布（2005年） |  |
| ■紫色 ― 新居浜市 ■緑色 ― 日本全国 | ■青色 ― 男性 ■赤色 ― 女性                |  |
| 新居浜市（に相当する地域）の人口の推移 \| 1970年（昭和45年） \| 126,992人 \| \| \| 1975年（昭和50年） \| 132,115人 \| \| \| 1980年（昭和55年） \| 132,736人 \| \| \| 1985年（昭和60年） \| 132,540人 \| \| \| 1990年（平成2年） \| 129,467人 \| \| \| 1995年（平成7年） \| 128,236人 \| \| \| 2000年（平成12年） \| 125,814人 \| \| \| 2005年（平成17年） \| 123,952人 \| \| \| 2010年（平成22年） \| 121,735人 \| \| \| 2015年（平成27年） \| 119,903人 \| \| \| 2020年（令和2年） \| 115,938人 \| \| |                                          |  |
| 総務省統計局 国勢調査より |                                          |  |
| 1970年（昭和45年） | 126,992人                                |  |
| 1975年（昭和50年） | 132,115人                                |  |
| 1980年（昭和55年） | 132,736人                                |  |
| 1985年（昭和60年） | 132,540人                                |  |
| 1990年（平成2年） | 129,467人                                |  |
| 1995年（平成7年） | 128,236人                                |  |
| 2000年（平成12年） | 125,814人                                |  |
| 2005年（平成17年） | 123,952人                                |  |
| 2010年（平成22年） | 121,735人                                |  |
| 2015年（平成27年） | 119,903人                                |  |
| 2020年（令和2年） | 115,938人                                |  |

### 概況
1937年（昭和12年）の市制施行当時の人口は32,254人であった。その後、別子銅山の繁栄や、近隣町村の編入などにより人口は増加を続け、1981年（昭和56年）には過去最高の135,396人となった が、以降は微減傾向が続き、2002年（平成14年）以降は自然減が恒常化するようになった。
長年、人口での比較では、県内においては松山市に次ぐ第2位、四国内では第5位となっていたが、2005年（平成17年）に行われた市町村合併により新居浜市より人口の多い今治市が誕生したことで、県内第3位、四国第6位の人口となった。また、近隣に10万人規模の都市が2都市出現したため東予地区での相対的な優位性の低下が懸念されたが、企業や商業施設等の進出が相次いでおり、拠点性は却って高まっている。更に当市は可住地面積が63.11 km²と狭いこともあり、可住地人口密度は1964.06人/km² と松山市（2145.93人/km²）に次いで県内第2位となっている。

### 地域圏
新居浜市は、西条市、四国中央市の間に位置し、これら東西の都市の橋渡し的な役割を担っている。新居浜市を中心とした東予地方は一つの地域圏を構成しており、行政も大型化を視野に入れた取り組みをしている。
新居浜市を初めとする東予地方は、その地理的な重要性から四国全体の拠点としての役割を発揮すべきだとの主張も多い。将来的には、広範囲の都市圏全体が大規模合併で一つの「市」となり、道州制を導入した暁の四国道の道庁所在地・州都にしようとする構想が議論されている。仮に東予の全市町が合併した場合は52万人程度の都市となる。
- 四国の道州制論議については四国の道州制論議も参照

### 近隣市町村との関係
東から四国中央市、新居浜市、西条市が連続しており、相互の関係が都市中心性にも影響している。
工業地帯は昭和中期以降に周辺都市と実質的に連続するようになった。これは大都市などの工場集積地から地方に工場の移転を促進する国の政策によるものであるが、既に工場が集積していた新居浜市は対象地から除外されていた。そのため新居浜市の工業都市としての拠点性は薄れた。隣接する西条市とは工場群が市境を跨いで繋がっており、また産業も似ているために一体化して四国最大の工業地帯をなしている。商業でも両市民の交流が盛んであり、地域圏としても一体化が進んでいる。
工業都市の新居浜市に対し、西条市には藩政時代の名残で県の行政機関が多く設置されている。これには、工業都市で、労働組合の力の強い新居浜市を嫌ったとの見方も根強くある。また、新居浜市は住友の色が強く、住友以外のグループ企業が進出し難いとの見方もある。三菱電機西条工場（現 ルネサス エレクトロニクス西条事業所）が西条市に、日新製鋼等が旧東予市（現 西条市）に立地している。
また、東隣の四国中央市との交流も深く、実質的に通勤等の人の相互の流れがある。

### 市街地

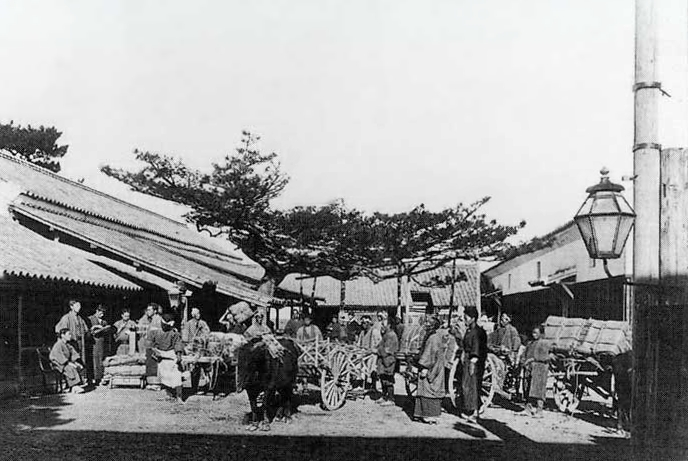
1881年（明治14年）の口屋

戦国時代末期までは、東予東部一体を実質支配していた金子氏の居城金子城付近が中心地であった。当時を偲ばせるものとして金子山の麓に御茶屋谷という地名が残されている。
近世から昭和初期までは、住友財閥を中心とし繁栄した口屋（くちや）が名実共に中心であった。元禄15年（1702年）、別子銅山開坑の約10年後に住友が新居浜浦に口屋を開設した。以降昭和初期頃まで人や物流の中心であるこの口屋を核に新居浜は発展し、今も「新居浜発祥の地」として知られている。1890年（明治23年）にそれらの機能が惣開町に移った。（現在、新居浜市西町の口屋跡には、公民館と由来の記念石碑があり、かつての賑わいの面影だけが残っている。）
別子銅山の発展と住友財閥の事業拡大で、拠点が北（海側）に移動したことで中核がないまま発展した。また、昭和期に周辺町村と合併を繰り返し市域の拡大を続けてきたことも市の都市構造に影響している。そのため、市街地は旧町村の中心に由来する数箇所を拠点に浅く広く拡大しており、人口集中地区 (DID) は29.1 km2（可住地面積に占める割合・約46%）にもなる。
また、現在まで工業都市として発展を続けてきたため、市内には城郭などのランドマーク的な施設がない。新居浜駅も市街からやや離れており中心性に欠けると指摘され続けてきたため、土地区画整理が行われて周辺の再開発が進んでいる。強いて言えば、県道11号線と 県道13号線が交わる裁判所前交差点周辺に、市役所、文化施設、税務署等の官公署、新居浜郵便局、金融機関などのサービス施設も比較的集積していることからその地域が実質的な中心地となっている。また、昭和通り、登道を中心とする中心商店街地区においては、中小商店ほか銀行支店の集積がみられる。
市は中心市街地活性化基本計画や都市計画マスタープラン基本計画などにおいて新居浜駅周辺・市役所周辺・昭和通り商店街・リーガロイヤルホテル新居浜周辺の4地域を拠点と捉えている。
近年これら4地域に囲まれている金子校区・金栄校区などでは住宅・商業施設の建設が相次いでいる。
ただし、その分散した街である反面、公共交通機関は充実しておらず、機能的には殆ど繋がっていない。そのため、移動は専ら自家用車やスクーター、自転車に頼るところが大きい。
（広域行政機関としては、#行政の項を参照）

### 地名の由来
- 新居浜

大宝律令以降の郡制において現在の新居浜市から西条市にかけての一帯が神野郡となる。奈良時代末期には郡家を郡の東部、現在の新居浜市中村近辺に移されどの周辺を丹比井（にひゐ）郷と呼んだ。平安時代初頭に神野郡は新居郡となり、その後は海岸に近い北部を新居浜と呼ぶようになった。
- 別子

別子の名は太古この地方を治めていた武国凝別命（たけくにこりわけのみこと）の子孫、意古乃別君・竜旧乃別君らが国領川上流地域、今日の新居浜市角野近辺を治めていたことに由来（「別の子が治める地」＝「別子」）する。別子山地区（旧別子山村）はこの別子の背景にそびえる山々の総称、別子山にちなんだ地名である。

### 気候
瀬戸内海式気候で、年間を通じて温暖・少雨である。夏は、三方を山に囲まれ盆地に似た地形であるためか気温が高く、時間帯によっては全国で一番暑いこともしばしばある。冬には、南部の山に積雪が見られる。平地での積雪は、数年に一度程度である。瀬戸内地方には水不足の問題などもあるが、本市では上水道を全て地下水で賄っている為、そういった状況は少ない。ただし近年は水道使用量の増加や工業用の取水の増加等により地下水位の低下が深刻となっている。
地震も含めて比較的災害が少ない地といわれているが、2004年（平成16年）に四国に相次いで襲来した台風10号、15号、16号、18号、21号および23号による新居浜豪雨で床上浸水や山崩れ等の災害が発生した。
新居浜アメダスは2016年8月に移転した為、統計の切断がなされている。下記の数値の平年値は移転前のものである。
| 新居浜(1981-2010)の気候 | 新居浜(1981-2010)の気候 | 新居浜(1981-2010)の気候 | 新居浜(1981-2010)の気候 | 新居浜(1981-2010)の気候 | 新居浜(1981-2010)の気候 | 新居浜(1981-2010)の気候 | 新居浜(1981-2010)の気候 | 新居浜(1981-2010)の気候 | 新居浜(1981-2010)の気候 | 新居浜(1981-2010)の気候 | 新居浜(1981-2010)の気候 | 新居浜(1981-2010)の気候 | 新居浜(1981-2010)の気候 |
| 月                      | 1月                     | 2月                     | 3月                     | 4月                     | 5月                     | 6月                     | 7月                     | 8月                     | 9月                     | 10月                    | 11月                    | 12月                    | 年                      |
| ----------------------- | ----------------------- | ----------------------- | ----------------------- | ----------------------- | ----------------------- | ----------------------- | ----------------------- | ----------------------- | ----------------------- | ----------------------- | ----------------------- | ----------------------- | ----------------------- |
| 最高気温記録 °C （°F）  | 18.4 (65.1)             | 20.7 (69.3)             | 24.6 (76.3)             | 31.0 (87.8)             | 32.3 (90.1)             | 35.7 (96.3)             | 38.5 (101.3)            | 38.3 (100.9)            | 36.3 (97.3)             | 31.6 (88.9)             | 24.7 (76.5)             | 20.4 (68.7)             | 38.5 (101.3)            |
| 平均最高気温 °C （°F）  | 9.5 (49.1)              | 10.1 (50.2)             | 13.3 (55.9)             | 19.1 (66.4)             | 23.7 (74.7)             | 26.9 (80.4)             | 31.0 (87.8)             | 32.2 (90)               | 28.2 (82.8)             | 22.6 (72.7)             | 17.1 (62.8)             | 12.2 (54)               | 32.2 (90)               |
| 平均最低気温 °C （°F）  | 2.8 (37)                | 2.9 (37.2)              | 5.3 (41.5)              | 10.1 (50.2)             | 14.9 (58.8)             | 19.4 (66.9)             | 23.6 (74.5)             | 24.5 (76.1)             | 21.1 (70)               | 15.2 (59.4)             | 9.7 (49.5)              | 5.1 (41.2)              | 12.88 (55.19)           |
| 最低気温記録 °C （°F）  | −3.4 (25.9)             | −5.9 (21.4)             | −3.1 (26.4)             | 1.6 (34.9)              | 6.4 (43.5)              | 11.6 (52.9)             | 17.3 (63.1)             | 19.5 (67.1)             | 11.6 (52.9)             | 7.4 (45.3)              | 2.9 (37.2)              | −1.7 (28.9)             | −5.9 (21.4)             |
| 降水量 mm （inch）      | 41.2 (1.622)            | 51.9 (2.043)            | 89.7 (3.531)            | 86.4 (3.402)            | 118.0 (4.646)           | 173.3 (6.823)           | 170.9 (6.728)           | 141.6 (5.575)           | 199.0 (7.835)           | 123.7 (4.87)            | 66.3 (2.61)             | 39.0 (1.535)            | 1,305.3 (51.39)         |
| 平均月間日照時間        | 124.6                   | 133.7                   | 164.6                   | 185.1                   | 189.0                   | 139.4                   | 179.3                   | 204.2                   | 147.7                   | 157.1                   | 134.2                   | 130.0                   | 1,888.9                 |
| 出典：気象庁            |                         |                         |                         |                         |                         |                         |                         |                         |                         |                         |                         |                         |                         |

## 歴史
古代
西日本最高峰である石鎚山の麓であり、古代より人々が居住していたとされている。
大宝元年（701年）の大宝律令で、地方の行政区画を国郡里制（こくぐんりせい）が定められ、神野郡（現在の新居浜市・西条市）の地名となる。
（法隆寺資材帳、天平十年・西暦738年には「伊豫国神野郡在一所天平十年納賜」との記述が残されている。）
延暦11年（791年）、続日本紀によると嵯峨天皇の諱が乳母の出身地から賀美能（神野）親王と名付けられ、同じく功績を認められた乳母にも賀美能宿禰の名が贈られた。
これにより神野郡は嵯峨天皇の諱に触れるため、大同4年（西暦809年）に改名となり新居郡が誕生した。
中世以前
鎌倉時代（建長）より新居郡は金子氏の下で繁栄したが、天正13年に羽柴秀吉の毛利軍と金子元宅が率いる金子軍との戦い（天正の陣）により、金子氏の時代は最期を遂げた。（金子山には金子城跡や慰霊碑があり、新居浜・西条には天正の陣に関する碑や寺院が存在する。また、南部の別子山には、平家の落人伝説なども残されている。）
近世以降
元禄4年に別子銅山が開坑。その後は、別子銅山（住友グループ）と共に発展をし、その過程で培われた産業技術を基盤として今日の四国有数の工業都市を築き上げて行った。

戦前
- 1921年（大正10年）6月21日 - 讃岐線（現：予讃線）伊予土居駅･伊予西条駅間が開業。

戦後
- 1946年（昭和21年）12月27日 - 神戸税関が新居浜派出所（現：新居浜税関支署）を設置。
  - 7月26日 - 新居浜市営バスが運行開始。
- 1947年（昭和22年）11月3日 - 市制10周年を記念し「新居浜市歌」を制定。
- 1948年3月7日 - 新居浜市警察（現：愛媛県新居浜警察署）が設置される。
- 1949年
  - 4月 - 新居浜市消防本部が設置される。
  - 5月 - 愛媛大学工学部が発足。
- 1950年（昭和25年）3月17日 - 昭和天皇が市内を行幸（昭和天皇の戦後巡幸）[7]。宮西小学校校庭に新居浜市奉迎場を設けて昭和天皇を迎えた。他に日進化学工業新居浜製造所、四国機械工業工場の視察も行われた[8]。
- 1951年（昭和26年）
  - 9月22日 - 新居浜港を重要港湾に指定。
- 1953年（昭和28年）
  - 1月28日 - 愛媛県立新居浜療養所（現：愛媛県立新居浜病院）が開設され、診療業務を開始。
  - 12月 - 新居浜港務局が発足。
- 1954年（昭和29年）
  - 5月7日 - 愛媛県新居浜公共職業補導所（現：愛媛県立新居浜高等技術専門校）が設置される。
- 1956年（昭和31年）5月4日 - 財団法人労災協会が愛媛労災病院を開設。
- 1957年（昭和32年）6月 - 川東支所が開所。
- 1959年（昭和34年）
  - 5月 - 消防庁舎が落成。
  - 9月 - 多喜浜塩田が廃止となる。
  - 10月 - 日東航空が新居浜～大阪を結ぶ定期航空路線を開設[9]。
- 1960年（昭和35年）
  - 4月 - 新居浜市立商業高等学校が開校。
  - 10月 - 上部支所が開所。
- 1961年（昭和36年）4月17日 - 国民生活金融公庫が新居浜支所（現：日本政策金融公庫新居浜支店）を開設。
- 1962年（昭和37年）4月1日 - 国立新居浜工業高等専門学校が開校。
- 1963年（昭和38年）8月31日 - 愛媛大学工学部が松山市に移転。
- 1964年（昭和39年）1月30日 - 新居浜市を含む東予地方が新産業都市に指定される。
- 1965年（昭和40年）
  - 9月30日 - 新居浜市営バスが廃止。
  - 10月1日 - 新居浜～大阪の定期航空路線が運航終了となり、空の便が消滅[10]。
- 1969年（昭和44年）10月1日 - 新居浜港の港湾区域変更により、一部が東予港となる。
- 1972年（昭和47年） - 新居浜市工業試験場が開設される（2016年3月廃止）[11]。
- 1973年（昭和48年）
  - 3月 - 別子銅山が閉山。
  - 4月12日 - 桃山学院短期大学（1992年に廃校）が開学。
- 1975年（昭和50年） - 四国中央フェリーボート川之江～神戸航路が新居浜港への寄港開始（1998年に航路廃止）。
- 1977年（昭和52年）2月 - 住友金属鉱山が新居浜研究所を開設。
- 1978年（昭和53年） - 花王が愛媛サニタリープロダクツ（現:花王サニタリープロダクツ愛媛、現在、本社･工場は西条市に移転）を設立し進出。
- 1980年（昭和55年）3月 - 市新庁舎が落成。
- 1984年（昭和59年）10月 - 保健センターが開館。
- 1985年（昭和60年）
  - 2月16日 - ニュー三福高速ライン新居浜～福山航路（1988年3月末航路廃止）が就航する。
  - 6月 - 市営野球場が完成。
  - 9月 - 住友製薬愛媛バイオ工場（現:大日本住友製薬新居浜工場）が竣工。
- 1988年（昭和63年）
  - 4月 - 四国開発フェリー新居浜～神戸航路が就航する。
- 1990年（平成2年）
  - 2月 - 新居浜テレコムプラザが竣工。
  - 4月 - 新居浜市立商業高等学校が愛媛県に移管され、愛媛県立新居浜商業高等学校となる。
  - 5月 - 新居浜ウイメンズプラザ（女性センター･働く婦人の家）が開館。
  - 9月 - ハートネットワーク（ケーブルテレビ局）が開局。
  - 10月 - リーガロイヤルホテル新居浜がオープン。
- 1991年（平成3年）
  - 3月28日 - 松山自動車道土居IC～いよ西条IC間が開通し新居浜ICの供用開始。
  - 9月 - 東予産業創造センターがオープン。
- 1992年（平成4年）
  - 8月 - 愛媛県立新居浜病院に東予救命救急センターが設置される。
  - 10月 - 市立別子銅山記念図書館が開館。
- 1994年（平成6年）11月 - 愛媛県総合科学博物館が開館。
- 1996年（平成8年）
  - 4月 - ふれあいプラザ（総合福祉センター）が開館。新居浜マリーナが供用開始。
- 1997年（平成9年）
  - 4月 - 広瀬歴史記念館が開館。銅夢にいはま（商業振興センター）が開館。
  - 11月 - 中国山東省徳洲市と姉妹都市となる。
- 1999年（平成11年）8月 - グリーンフィールド新居浜（新居浜市営サッカー場）がオープン。
- 2000年（平成12年）1月 - 愛媛県廃棄物処理センター東予事業所が供用開始[12]。
- 2002年（平成14年）
  - 11月27日 - 新居浜駅前土地区画整理事業の工事着手。
  - エンゼル（現:愛媛小林製薬）新居浜工場が竣工。
- 2003年（平成15年） - 愛媛小林製薬が宇摩郡土居町から新居浜黒島に本社を移転。
- 2006年（平成18年）
  - 4月 - 別子山地域バスが運行開始。
  - 7月 - まちづくり協働オフィスオープン。
- 2011年（平成23年）
  - 8月 - 笑顔甲子園がスタート。
  - 11月 - ものづくり産業振興センターが開所。
- 2013年（平成25年）3月 - リブドゥコーポレーション愛媛新居浜工場が竣工[13]。
- 2014年（平成26年）3月 - プライムデリカ新居浜工場が竣工[14]。
- 2015年（平成27年）7月 - あかがねミュージアムが開館。
- 2018年（平成30年）4月 - コミュニティ放送局「Hello! NEW 新居浜FM」が開局[15]。

### 市の沿革
- 1937年（昭和12年）11月3日：新居郡新居浜町、金子村、高津村が合併して市制施行。当時の人口は32,254人、面積は8.39 km²。
- 1953年（昭和28年）5月3日：新居郡垣生村、大島村、多喜浜村、神郷村と合併。（人口73,671人、面積43.42 km²。）
- 1955年（昭和30年）3月31日：新居郡泉川町、中萩町、船木村、大生院村を編入。（人口101,870人、面積161.35 km²。）
- 1956年（昭和31年）9月28日：市内の大生院西部を西条市に編入。（人口106,421人、面積142.04 km²。）
- 1959年（昭和34年）4月1日：新居郡角野町を編入。これにより新居郡が消滅。（人口120,863人、面積157.41 km²。）
- 2003年（平成15年）4月1日：宇摩郡別子山村を編入。（人口127,982人、面積234.30 km²。）

```
新居浜市の系譜
（町村制実施以前の村）（明治期）　　　　　　　（昭和の合併）　　　　　　　　　（平成の合併）
　　　　　　　　　　　町村制施行時
　　　　　　　　　　　　　明治41年　昭和12年　　昭和28年　昭和30年　昭和34年　　平成15年
　　　　　　　　　　　　　1月1日　　11月3日　　　5月3日　　3月31日　　4月1日　　　4月1日
　　　　　　　　　　　　　町制施行　　合併・　　　編入　　　編入　　　　編入　　　 編入
　　　　　　　　　　　　　　　　　　市制施行
新居浜浦━━━━━新居浜村━新居浜町┳新居浜市━━━━┳━━━┳━━┳━┳━━━━┳現在に至る
　　　　　　　　　金子村━━━━━━┫　　      　　　┃　　　┃　　┃　┃　　　　┃
　　　　　　　　　高津村━━━━━━┛　        　　　┃　　　┃　　え　┃　　　　┃
　　　　　　　　　大島村━━━━━━━━━━━━━━━┫　　　┃　　　　┃　　　　┃
　　　　　　　　　多喜浜村━━━━━━━━━━━━━━┫　　　┃　　　　┃　　　　┃
　　　　　　　　　神郷村━━━━━━━━━━━━━━━┫　　　┃　　　　┃　　　　┃
　　　　　　　　　垣生村━━━━━━━━━━━━━━━┛　　　┃　　　　┃　　　　┃
　　　　　　　　　　　　　　　　　　　　あ　　　　　　　　　　┃　　　　┃　　　　┃
　　　　　　　　　泉川村━━━━━━━━泉川町━━━━━━━━┫　　　　┃　　　　┃
　　　　　　　　　　　　　　　　　　　　　う　　　　　　　　　┃　　　　┃　　　　┃
　　　　　　　　　中萩村━━━━━━━━━中萩町━━━━━━━┫　　　　┃　　　　┃
　　　　　　　　　船木村━━━━━━━━━━━━━━━━━━━┫　　　　┃　　　　┃
　　　　　　　　　大生院村━━━━━━━━━━━━━━━━━━┛　　　　┃　　　　┃
　　　　　　　　　　　　　　　　　　　　い　　　　　　　　　　　　　　　┃　　　　┃
　　　　　　　　　角野村━━━━━━━━角野町━━━━━━━━━━━━━┛　　　　┃
　　　　　　　　　　　　　　　　　　　　　　　　　　　　　　　　　　　　　　　　　┃
　　　　　　　　　別子山村━━━━━━━━━━━━━━━━━━━━━━━━━━━━┛

あ　昭和14年3月10日　泉川村が町制施行し、泉川町となる
い　昭和14年10月1日　角野村が町制施行し、角野町となる
う　昭和17年4月1日　中萩村が町制施行し、中萩町となる
え　昭和31年9月28日　大生院の一部が西条市へ境界変更

（注記）新居浜町以外の合併以前の系譜はそれぞれの市町村の記事を参照のこと。

```

## 行政

### 歴代市長
| 代    | 氏名       | 就任年月日                 | 退任年月日                 |
| ----- | ---------- | -------------------------- | -------------------------- |
| 初-2  | 白石譽二郎 | 1937年（昭和12年）12月30日 | 1944年（昭和19年）5月4日   |
| 3     | 西澤定義   | 1944年（昭和19年）5月5日   | 1946年（昭和21年）3月17日  |
| 4     | 島村計治   | 1946年（昭和21年）7月2日   | 1946年（昭和21年）12月31日 |
| 5     | 荒井源太郎 | 1947年（昭和22年）4月5日   | 1951年（昭和26年）4月4日   |
| 6     | 白石捷一   | 1951年（昭和26年）4月24日  | 1955年（昭和30年）4月10日  |
| 7-9   | 小野香奄   | 1955年（昭和30年）5月2日   | 1965年（昭和40年）2月24日  |
| 10-14 | 泉敬太郎   | 1965年（昭和40年）4月15日  | 1984年（昭和59年）10月16日 |
| 15-18 | 伊藤武志   | 1984年（昭和59年）11月18日 | 2000年（平成12年）11月17日 |
| 19-21 | 佐々木龍   | 2000年（平成12年）11月18日 | 2012年（平成24年）11月17日 |
| 22-24 | 石川勝行   | 2012年（平成24年）11月18日 | 2024年（令和6年）11月17日  |
| 25    | 古川拓哉   | 2024年（令和6年）11月18日  | 現職                       |

### 議会
定数26

### 執行機関
- 新居浜市役所

市役所には隣接して消防本部・北消防署が、川東支所には北消防署支署、上部支所には南消防署が設置されている。2016年までは本庁舎と消防本部の間に新居浜市立郷土美術館があった。郷土美術館の建物は現庁舎落成以前の1981年まで市役所庁舎として使用されていた為、郷土美術館が閉館および解体されるまでの35年間は新旧の市役所庁舎が隣接する形で立地していた事になる。2018年から郷土美術館跡地と、老朽化や耐震性の懸念がある消防本部の敷地に新たな防災拠点施設を建設され「新居浜市消防防災合同庁舎」及び「新居浜市防災センター」として2020年4月に供用開始した。

### 市の組織
支所
市内は#地理の項にあるとおり、川西・川東・上部・別子山に分けられ、市民行政サービスもその地区分けによるところが多く、川西に市役所本庁、他地区に支所が置かれていた。
しかし、人口減少及びマイナンバーカードを使用したコンビニエンスストア等での証明書等発行サービスの普及などの理由から、本庁から著しく遠い別子山地区を除き2025年3月末で支所は閉鎖となった。
尚、別子山地区では、市街地から遠いため消防・救急を隣接する四国中央市（嶺南地区に消防出張所あり）に委託している。ただ、火災の発生等は山火事を含めても数年に一回程度であり、むしろ山歩きの人の救助要請対応が大半である。

### 市町村合併
総務省に呼応して市町村合併の気運が大いに高まり、合併の組み合わせが検討された。
愛媛県が当初、試案として発表した合併パターンで、新居浜市は単独で残ることが示され、新居浜市関係者は衝撃を受けた。その後、別子山村との合併パターンなどが提示された隣接する宇摩圏域（後の四国中央市）や西条・周桑郡が、新居浜市に迫る人口を持つようになることが予想されたためである。都市中心性も揺らぐのではないかと懸念された。加えて、新居浜市と殆ど同一人口規模であった今治市が、越智郡の町村部を合併すると人口規模で大きく引き離される結果が予想された。
その後、将来の道州制導入を視野に入れた西条市・東予市・周桑郡との3市2町による大規模合併を期待する声が高まり、その実現に積極的だった当時の市長や経済界の働きで関係自治体の首長が会合を重ね、一時は合併協議会設置の手前まで話は進んでいた。東予地方のみならず、四国全体においてプレゼンス向上を期待していた。しかし新居浜市において任期満了に伴う市長選挙が行われて協調路線の新たな市長が誕生したことで他市町の発言力が強まりだした。その結果、
- 城下町の西条市と工業都市の新居浜市とでカラーが異なる。
- 主導権の問題（庁舎位置など難問を抱える）。
- 新居浜市と西条市との間に低いながらも山がある。

など以前からあったものの合併実現のために抑えられていた問題が再び論じられるようになった。特に一定の主導権を確保し西条市中心の合併を実現しようとする西条市関係者は、新居浜市が中心となるのではとの危機感を抱き始めた。新居浜市長がオープンな対等合併や新市の名称や市役所の位置などは新居浜にこだわらない等と主導権を否定する発言をしたが、西条市側は疑念を払拭しきれずにいた。
同じ頃、隣接する宇摩郡別子山村が合併相手として新居浜市を選び、正式に合併を申し出た。別子銅山を通じて長年深い関係にあった別子山村との合併は新居浜市民にとっても念願であり、これを快く受け入れ一気に新居浜市と別子山村との合併協議が進んだ。これに西条市が一方的に3市2町の合併に影響を及ぼすなどと理由付けして、合併協議に新居浜市を参加させないことを主張。他の1市2町はこれに従い3市2町による合併は破談となり結局、別子山村を編入したのみに終わった。その後2市2町は西条市の強い主導で合併、新たな西条市となった。
ただし、四国中央市・西条市では将来的に新居浜との合併は避けられないということが昔から言われ続けており、今回の合併は新居浜市と人口・産業等で同等規模にしておけば、将来の更なる合併を協議する時に対等な立場で臨めるという思惑もあった。3市大合併は新居浜市においても押し進めようという動きがあり、3市の連繋を強化する必要性が市議会等でも議論されている。現在、市内各地で行われている都市基盤整備は、それに向けての中核都市整備としての性格ももっている。ただし、前市長は3市合併の実現に肯定的な認識はあるものの、西条市・四国中央市が合併間もないことで、それぞれの市で一体感を醸成している現段階ではその是非を議論することは避けるべき、として合併に向けた活動には消極的であった。現市長はそれについてのコメントを出していない。

### 不祥事
新型コロナウイルス感染症拡大下での歓送迎会開催
愛媛県発令の「特別警戒期間」中の2021年3月30日に消防本部職員12人が、2021年4月1日に建設部国土調査課職員12人が、ウイルス感染症対策担当の危機管理統括部長の許可の下、歓送迎会を相次いで開催。石川勝行市長は市民に申し訳ないと謝罪した。

### 主な行政機関
新居浜と西条を繋ぐ機関として新居浜・西条地区広域市町村圏事務組合がかつて新居浜市にあり、圏内の共同事務・二次救急医療などの連絡調整を行っていた。西条周桑地区の合併により事務処理が減ったことを理由にこの組合は解散され、同組合が管理している施設はそれぞれの市に譲渡された。また解散に伴い両市による広域協力に関する協議会が設置された。両市に四国中央市を加えた広域組合化を求める声があり、前新居浜市長も消極的ながら将来的な可能性を示唆していたこともあり、今後の3市の協力体制に与える影響が大きい。
三次救急については愛媛県立新居浜病院に東予救命救急センターが設けられている。石鎚山など急峻な山岳地が多く、事故・病気等に迅速に対応する必要性があることから、県内の救命救急センターでは唯一病院敷地内にヘリポートを有するなど充実が図られている。
国の機関として、精密機械・電子部品・製品やその原材料などの輸出入が盛んな新居浜港・東予港は重要港湾に指定されており外国貿易船の往来も多いことから、神戸税関新居浜税関支署、広島検疫所新居浜出張所、新居浜海上保安署などが管理に当たっている。
- 新居浜簡易裁判所
- 神戸税関新居浜税関支署
- 新居浜労働基準監督署
- 新居浜パートサテライト
- 第六管区海上保安本部新居浜海上保安署
- 新居浜市消防本部
- 愛媛県総合科学博物館
- 愛媛県立新居浜病院
- 西日本高速道路株式会社新居浜料金所
- 松山地方法務局（新居浜市役所内に証明書交付窓口を設置）
- 自衛隊愛媛地方協力本部新居浜出張所
- 新居浜税務署
- 新居浜公共職業安定所（ハローワーク新居浜）
- 新居浜年金事務所
- 広島検疫所新居浜出張所（松山出張所が対応）
- 新居浜警察署
- 鹿森ダム管理事務所
- 愛媛県立新居浜高等技術専門校
- 日本政策金融公庫新居浜支店（旧国民生活金融公庫新居浜支店）

### 姉妹都市・提携都市
- 徳州市（中華人民共和国 山東省）：1997年（平成9年）11月友好都市締結。
- 大府市（愛知県）：2018年（平成30年）11月13日都市間交流協定締結[20]。
- 横須賀市（神奈川県）：2022年（令和4年）10月16日都市間交流協定締結。

## 経済

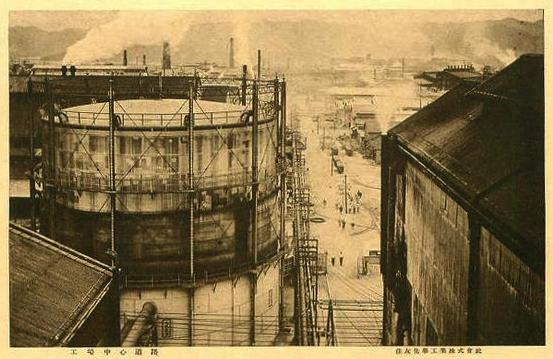
1950年代前半の住友化学愛媛工場内

住友グループの企業城下町というイメージが強い新居浜市であるが、大手企業の東予地方を管轄する支店が多く立地しているために、東予地方の中心都市という面も持つ。又、東北部に位置する多喜浜地区は、江戸時代に開かれた多喜浜塩田で栄え、塩田が廃止された後は埋め立てられ工業団地・港として、製造・物流・卸売の事業所が進出し、現在の新居浜の産業の一角を支えている。
1950年代に川崎市・岩国市・四日市市とともに、日本初のコンビナートが新居浜市に建設され、日本の化学工業の礎を築いた。また1960年代には、東予地方が新産業都市に指定され、その中核都市として同地方の産業発展をリードしてきた。2017年の製造品出荷額等（従業員4名以上の事業所）は7,973億円であり、県内では今治市、西条市に次いで第3位となっている。
地理的に香川県に近いため、香川県内の企業が愛媛県に進出する時の拠点として、新居浜市に事業所や店鋪を設置することが多い。

### 産業統計
- 主な産業 先端化学素材の開発製造・鉄工・運輸・サービス業
- 産業人口（2000年10月1日現在）
  - 第一次産業 - 1,119人 (2.0%)
  - 第二次産業 - 21,011人 (36.7%)
  - 第三次産業 - 35,071人 (61.2%)
  - 分類不能 - 83人 (0.1%)
  - 合計 - 57,284人

### 工業

#### 住友グループ

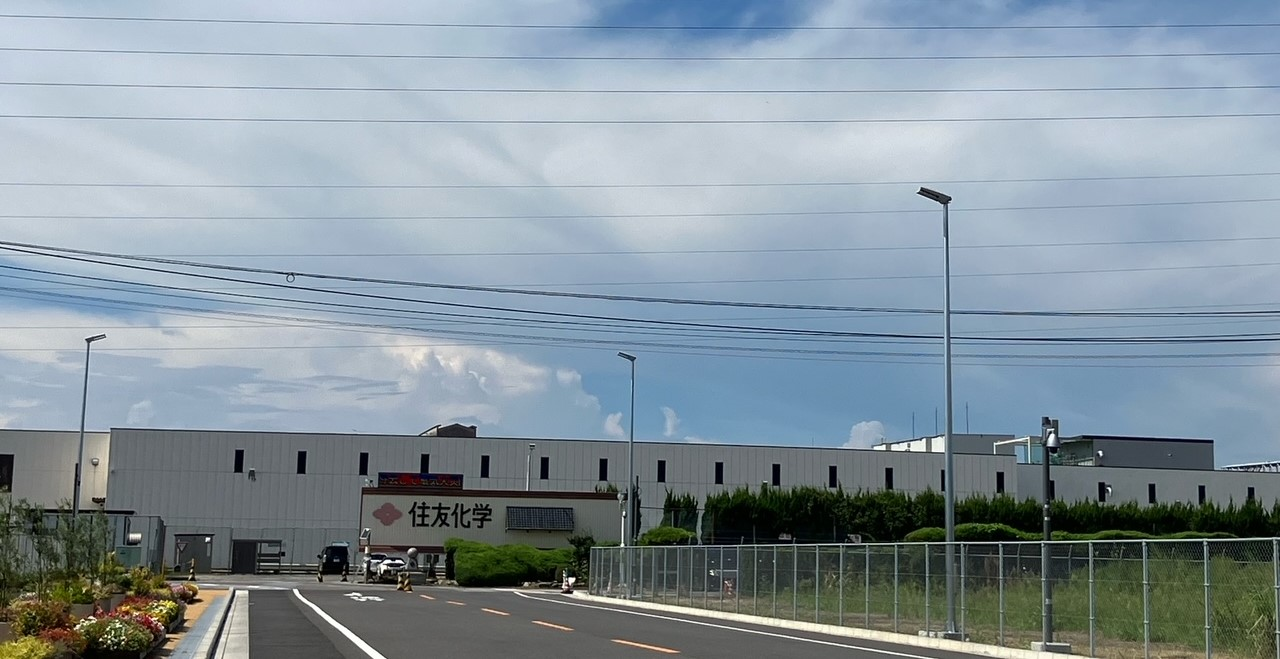
住友化学大江工場

世界一の産出量とも言われた別子銅山の発見以後、住友家が開発を進め、住友化学・住友重機械など、グローバル企業になった住友グループ各社が、この地で生まれた。このため、別子銅山の閉山以後も、各社の主力工場が多く立地している。
また、住友グループは長年に渡って整理に取り組んできたが、近年では住友金属鉱山などの企業において、大型の設備投資も行われるなど、新たな活気を生み出している。
余談だが、証券取引の世界で住友金属鉱山が「ベッシ」と呼ばれるのは、同じ住友グループで上場企業であった住友金属工業（略称「住金」。現・日本製鉄）と区別するためである。また、三井住友銀行（旧住友銀行の四国唯一の支店であった）は、愛媛県内で唯一、県庁所在地である松山市ではなく、新居浜市に支店を構えている。なお、2009年（平成21年）1月に松山支店が開設されたが、法人専用の店舗で非事業性の個人客を一切受け付けていないため、新居浜支店が実質的に県内唯一の店舗であることに変わりはない。
一方で、厳しい労務管理や過度の利益優先姿勢を、新居浜市民に批判される一面も持つ。

#### 中小の製造業
中小機械製造会社が、大企業の下請けで培った技術を活かして独自に製品を開発したり、大学や新居浜工業高等専門学校や研究機関（東予産業創造センターなど）と共同で福祉機器などを開発製造するなど、自立産業都市を目指した産学官の取り組みが活発になっている。

#### 電力業
住友化学や住友金属鉱山など、住友グループの企業へは住友共同電力が電気を供給している。住友系企業の大規模工場が多いことから電力需要が多く、市内には住友共同電力の火力発電所、水力発電所が多数立地している。
別子山地域は、以前は別子山村の森林組合が水力発電所を運営し電力を供給してきたが、合併による組合の解散により、住友共同電力に供給を移管している。
戦前は、四国電力の前身企業である四国配電が、新居浜市に本社を構えていた。日本発送電も新居浜市に支店を置いていた。その関係もあり、四国電力は新居浜市に支店を設置している。

#### 運輸業
住友の工場が多数立地している関係で、JR貨物の貨物駅や全国規模の運輸会社が立地している。

### 商業

#### 歴史

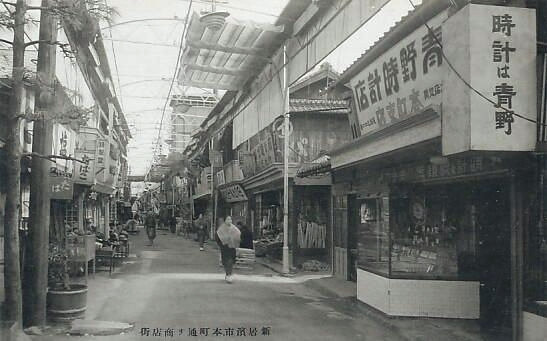
昭和初期の本町通り

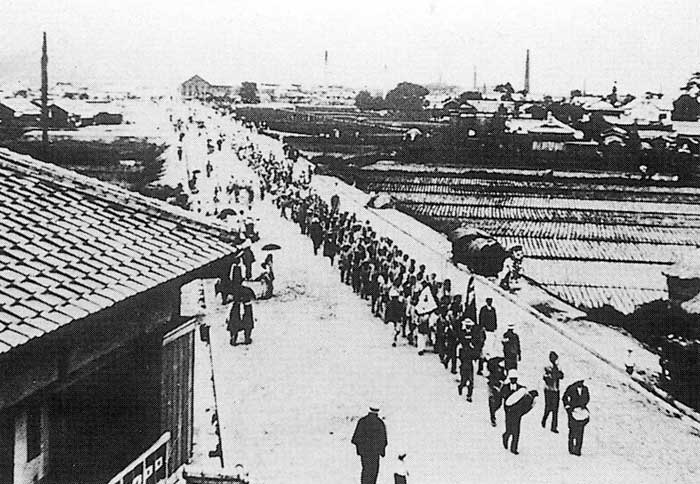
昭和通り開通祝賀行列

明治から昭和初期にかけ、口屋に近い本町通りに商店が集積した。
1893年（明治26年） 別子銅山からの銅精錬排ガスによると思われる大規模な水稲被害が発生した。
1899年（明治32年）別子大水害が発生し、別子銅山の各施設が崩壊・流失した。土石流が多発した理由として、薪炭材利用のための樹木の切り倒しや精錬による煙害などにより周辺山地の森林が喪失したことがあげられる。被害は死者513人、負傷者28人、家屋の全壊・流失122戸、半壊37戸に及んだ。
1931年（昭和6年）に本町通りの一本南に並行する形で昭和通りが開通してからは、通りに沿って長い片側アーケードの商店街が形成され、またこれとT字型で交わる登道と、それらの接点に銀泉街という商店街が形成された。
昭和後期には市内に大型商業施設が集積した。昭和通りに南海百貨店（のちのダイエー新居浜店）、昭和通り商店街の東端にフジ新居浜店（現 フジグラン新居浜）、西端に新居浜大丸、登道にニチイ新居浜店の合わせて4店舗が、いずれも中心商店街地区に立地していた。このうち、ニチイとフジは1976年（昭和51年）の出店であった。このころから、中小商店から大型店への人の流れが急速に移行しつつあった。
1990年代半ばになると、中心商店街地区から離れた場所に郊外型の商業施設が続々と開店、リニューアルオープンした。主な店舗としては、1993年（平成5年）に店舗面積を約5倍に増床したディック新居浜店（現 DCMダイキ新居浜店）、1996年（平成8年）開店のパルティ・フジ本郷（現 フジ本郷店）、東田（フジ東田店に改称を経て2016年（平成28年）に閉店）の開店などが挙げられる。
一方中心商店街では、平成不況の煽りを受ける形で、1996年（平成8年）にニチイ新居浜店、1999年（平成11年）にダイエー新居浜店が閉店した。ダイエーの跡地にはマルナカが進出したが、建物の老朽化に伴い2016年（平成28年）8月に閉店。同じ場所に新店舗を建設して2018年12月1日に営業再開した。2001年（平成13年）には市内唯一の百貨店、新居浜大丸も閉店し中心商店街の空洞化に追い打ちをかけた（跡地にはママイが進出したが、2012年（平成24年）に一度撤退。2013年（平成25年）に改装及び店舗ブランド変更をして営業再開した）。このように、大型店間でも市街地型店舗と郊外型店舗との間で明暗がくっきりと分かれた。また1990年代後半に、香川資本のマルナカやマルヨシセンターが市内に初進出した。
しかし、幹線道路網が充実する前までは、新居浜市には高い集客力を要する商業施設・店鋪などは進出し難いと言われていたが、新居浜市を含む東予地方は複数の都市が連なっているため、商圏人口数十万人程度の市場となることから、近年、市場性に注目したショッピングセンター等の開設が目立つ。
代表的なのが、商工会議所の積極的な誘致で2001年（平成13年）に進出したイオン新居浜ショッピングセンター（現 イオンモール新居浜）である。進出後は周辺に店舗や商業施設の進出が相次ぎ、近隣都市からも客が流入して人の流れが変わりつつある。また2 - 3年毎に増床を伴う大規模なリニューアルを繰り返しており、開店から僅か10年で開店当初より商業施設面積がおよそ1.5倍になるなど、積極的な営業展開をしている。しかし、これを地元商店街への脅威だとする意見も根強い。
全国大手のイオンが立地し、香川資本のマルナカ、マルヨシセンターなども積極的な店舗展開を続けており、これを迎え撃つ形の県内のスーパーとの間で、競争が続いている。マルナカが愛媛事業部を当初は松山市ではなく2007年（平成19年）に開店した新居浜本店内に置いていたことからも激戦地であることがうかがえる（現在は松山市内に移転）。また、イオン新居浜店、マックスバリュ西の土居店、ザ・ビッグ松神子店と、既に市内に3店舗あったイオングループの店舗に加えて、マルナカが2011年(平成23年)にイオンの子会社に、フジも2018年（平成30年）にイオンと資本・業務提携を結んだ事により、イオン系列のスーパーが8店舗存在する状態となっている。
近年では高木町・西の土居町付近が、新居浜駅とイオンモール新居浜を結ぶ経路および上部地域と川西地域を結ぶ経路の交差地として注目され、大型小売店の進出が相次いだ。また、商業地が広く浅く発展したことがかつてはデメリットであったが、一極集中化されて雑多な町を避けてある程度発展はしているものの静かな住空間の中で快適に暮らしたい、という全国的な消費者の消費活動の変化にその構造が合致したのか、学研パブリッシング調査による「主婦が幸せに暮らせる街ランキング」において全国9位にランキングされた。これを受けて主婦向けの新たな形態の店舗を全国展開の第一弾として新居浜市内に開設する企業も既に現れており、かつての弱みが強みに変わった魅力ある街として期待が高まっている。
地球温暖化やごみ減量化への対策として2009年（平成21年）6月1日に市役所の働きかけて、市内の主要スーパーマーケット6事業者19店舗でレジ袋の有料化が始まった。それと共にマイバッグ持参（持参率目標80％）とレジ袋辞退を買い物客に呼びかけた。その後2014年（平成26年）3月1日に4事業者11店舗が参加し、2017年（平成29年）11月現在は9事業者23店舗が実施している。2016年度（平成28年度）の実施24店舗のレジ袋販売枚数は307万6877枚で、これは1262万4517枚のレジ袋が削減され、二酸化炭素排出量を770トン、レジ袋製造にかかる石油量を23万1029リットル削減した計算になる。マイバッグ持参率は24店舗の平均値で79.9％となり、ほぼ目標を達成する成果をあげている。

#### 商店街

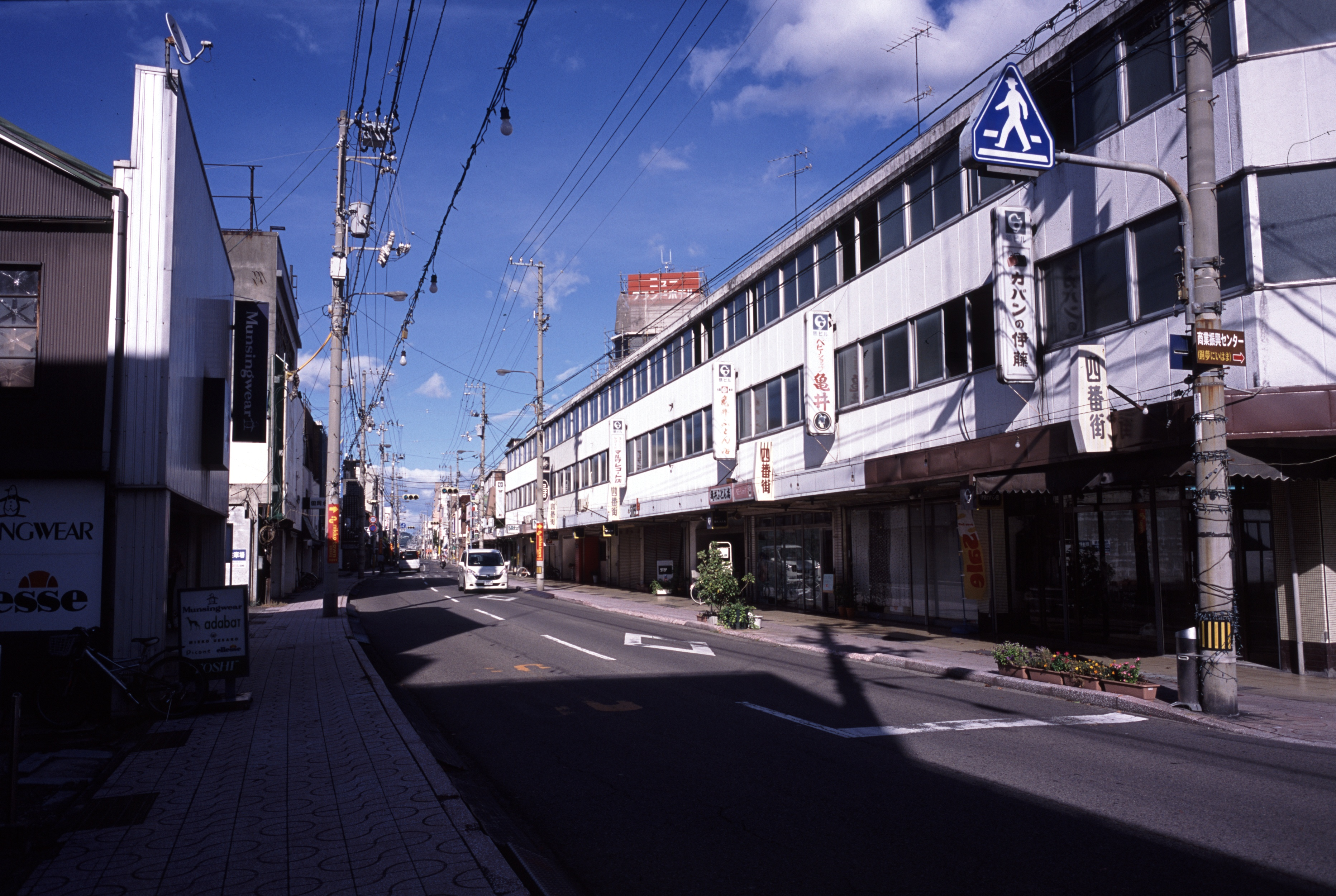
昭和通り四番街

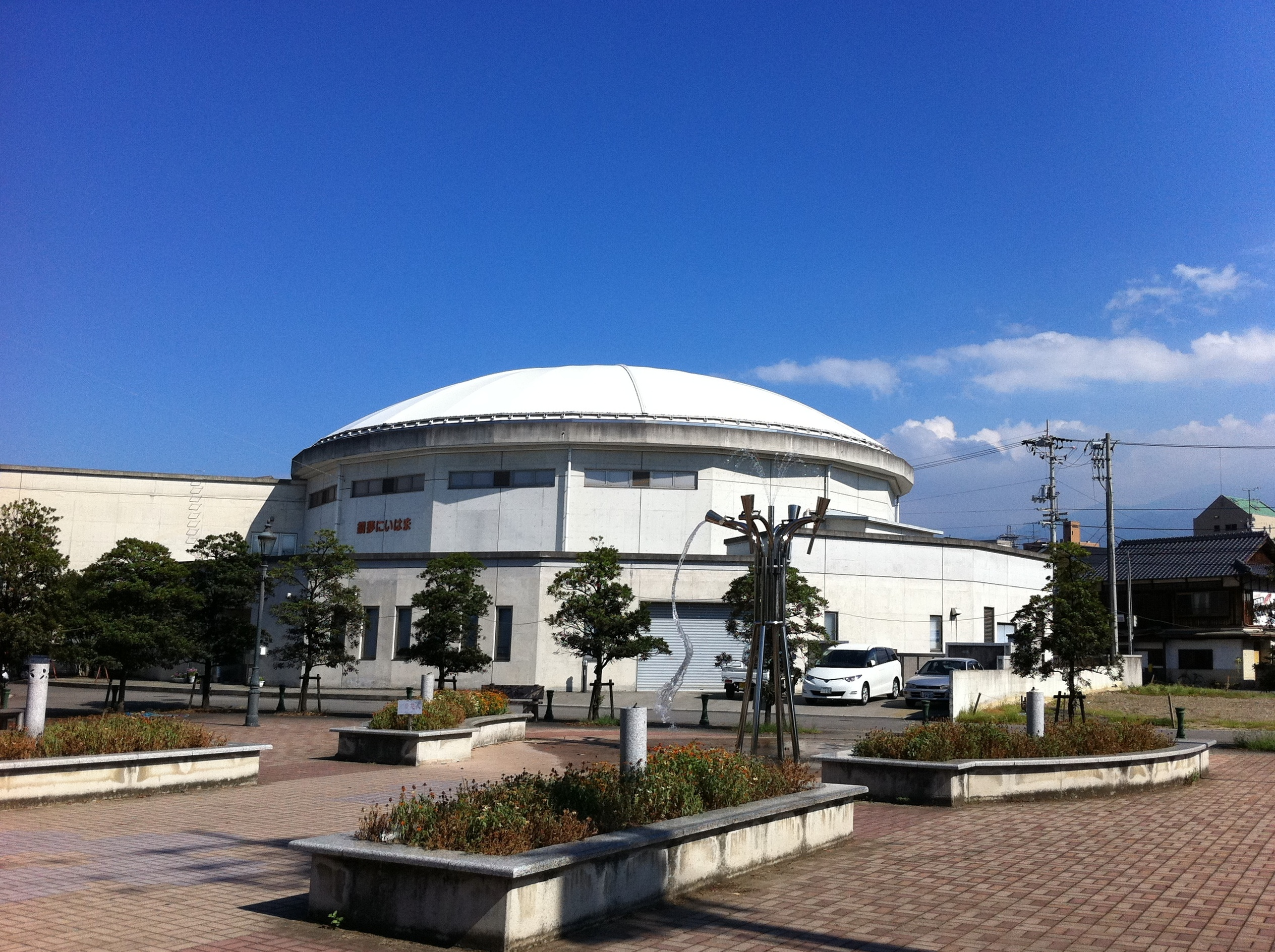
銅夢にいはま

川西地区では昭和通り、登道、銀泉街の3商店街を核に市の中心商店街が形成されている。
このうち、商店街を東西に走る昭和通りでは、菊本町交差点付近から西原町3丁目交差点まで、密度は低いものの中小商店が軒を連ねる。また、宝石店や呉服店が多く見られる。
南北に走る登道には、全長約330mのアーケードが設置され、登道サンロードの愛称で親しまれている。
敷島通りには、飲食店や風俗店が比較的集積していることから、歓楽街の様相を呈している。しかし中心商店街は、工場従業員の減少や、モータリゼーションの進展によって空き店鋪が大幅に増え、「シャッター通り」とすら呼ばれている。市役所は「銅夢にいはま」などの施設を整備したものの、活性化策が見出せずに苦戦を強いられている状況だった。2020年6月、「銅夢にいはま」の有効活用策として市の施設としての運営を終了し、民間移譲･改装の上、2021年3月より産直市場「銅夢キッチン」として運営されている。
このほか商店街としては、上部地区の東城交差点の南側にアーケードを備える喜光地商店街、川東地区の多喜浜駅前に川東商店街、川西地区の住友別子病院前に病院前商店街がそれぞれ立地するが、辛うじて商店街の体裁を保つ喜光地商店街も含め、どれも壊滅状態といえる。

#### 大規模小売店舗
中心商店街地区においては、昭和通り沿いに大型スーパーの集積がみられるが、求心力を弱めつつある。このほか、上部地区を東西に貫く国道11号に郊外型ショッピングセンターや家電量販店、ディスカウントストアなどのロードサイド店舗が多く立地する。また、川西地区の前田町から西の土居町にかけての地区においても、大型スーパーマーケットや大型書店が立地する。また大規模小売店が少なかった川東地区においても、2000年代半ばから県道13号沿線にドラッグストアや家電量販店、大型スーパなどが進出している。
| 施設名                         | 営業面積（m²） | 店舗面積（m²） | 駐車場台数 | 開業年月日                 |
| ------------------------------ | -------------- | -------------- | ---------- | -------------------------- |
| イオンモール新居浜             | 約71,000       | 約47,000       | 3,500      | 2001年（平成13年）6月30日  |
| フジグラン新居浜               | 15,240         |                | 830        | 1976年（昭和51年）6月26日  |
| DCMダイキ新居浜店              | 11,600         |                | 395        | 1984年（昭和59年）10月3日  |
| マルナカ新居浜本店             | 8,000          |                | 500        | 2007年（平成19年）11月11日 |
| ザ・ビッグ松神子店             | 6,234          |                | 417        | 2010年（平成22年）9月30日  |
| ニトリ新居浜店                 | 5,953          |                | 115        | 2009年（平成21年）11月20日 |
| 西の土居ショッピングセンター   | 5,574          |                | 270        | 2007年（平成19年）11月22日 |
| ケーズデンキ新居浜店           | 4,081          |                | 176        | 2010年（平成22年）11月25日 |
| エディオンイオンモール新居浜店 | 3,636          |                | 3,500      | 2011年（平成23年）4月22日  |
| フジ本郷店                     | 3,789          | 3,421          | 170        | 1996年（平成8年）5月29日   |
| フジ新居浜駅前店               | 3,488          |                | 143        | 2011年（平成23年）3月5日   |
| フォレオにいはま               | 3,090          |                | 144        | 2007年（平成19年）11月1日  |
| ショッピングゾーン新居浜CORE   | 2,421          |                | 113        | 2007年（平成19年）10月29日 |

- その他の主な大規模小売店舗
  - フレッシュバリュー新居浜店・西原店・沢津店・喜光地店・大生院店
  - マルナカ久保田店・若水店
  - マルヨシセンター新居浜店・新居浜東店
  - ヤマダデンキテックランド新居浜店
  - ブックオフ/ハードオフ/オフハウス新居浜西喜光地店
  - いよてつ高島屋新居浜店
- かつて存在した大規模小売店舗
  - 新居浜大丸（別子百貨店→別子大丸→新居浜大丸）
  - ダイエー新居浜店（南海百貨店→ショッパーズプラザ南海→ダイエー新居浜店）
  - ニチイ新居浜ショッピングデパート
  - フジ東田店（パルティ･フジ東田→フジ東田店）
  - サンプラザ喜光地

### 本社を置く企業
- 住友共同電力
- 住共エンジニアリング
- 新居浜電子
- 四阪製錬所
- 住友金属鉱山エンジニアリング
- 住鉱テクノリサーチ
- 住鉱物流
- 住鉱技術サービス
- 住鉱プランテック
- 住友重機械ハイマテックス
- 西岡鉄工所
- イージーエス
- シアテック
- 新居浜LNG
- 一宮運輸
- 日泉化学
- 一宮工務店
- 白石建設工業
- 森実運輸
- 愛媛小林製薬
- ママイ
- 木村チェーン
- クック・チャム
- ハタダ
- 別子飴本舗
- アビリティーセンター
- ハートネットワーク
- サヨリ商店街
- 青野海運

### 工場・事業所を置く主要企業・団体
- 住友系
  - 住化農業資材 愛媛肥料工場、愛媛農材工場、技術開発部、四国営業所
  - 住友化学 愛媛工場、生産安全基盤センター、工業化技術研究所、エネルギー・機能材料研究所
  - 住友金属鉱山 別子事業所、ニッケル工場、磯浦工場、新居浜研究所、電池研究所
  - 住友重機械工業 愛媛製造所（新居浜工場）、技術研究所
  - 住友重機械搬送システム 新居浜事業所・新居浜トレーニングセンター
  - ライトウェル愛媛事業所
  - 住友林業クレスト 新居浜工場
  - 住友林業フォレストサービス 四国事業部
  - 大日本住友製薬 愛媛工場（2018年度をめどに閉鎖予定）
  - 三井住友建設 新居浜PC工場
  - 日本エイアンドエル 愛媛工場、研究所（基礎研究グループ）
- アスティス 営業本部新居浜物流センター、システム開発部、愛媛営業部新居浜支店
- 愛媛県廃棄物処理センター 東予事業所
- プライムデリカ 新居浜工場
- 福助工業 新居浜工場
- ヤスハラケミカル 新居浜工場
- リブドゥコーポレーション 愛媛新居浜工場

### 支社･営業所を置く主要企業
- 政府系金融機関
  - 日本政策金融公庫（国民生活事業）　新居浜支店
- 都市銀行･地方銀行･第二地方銀行
  - 伊予銀行　新居浜支店･角野支店･新居浜東支店･中萩支店･高津支店･新居浜市役所出張所
  - 愛媛銀行　新居浜支店･泉川支店･新居浜東支店･中萩支店･角野支店･川東支店
  - 香川銀行　新居浜支店
  - 高知銀行　新居浜支店
  - 百十四銀行　新居浜支店
  - 広島銀行　新居浜支店
  - 三井住友銀行（旧住友銀行系）　新居浜支店[注釈 3]、新居浜法人営業所
- 信用金庫･労働金庫
  - 愛媛信用金庫　新居浜支店･中萩支店
  - 四国労働金庫　新居浜支店
- 証券会社
  - 四国アライアンス証券　新居浜支店
  - 大和証券　新居浜支店
  - 三豊証券　新居浜支店
- 保険会社
  - ジブラルタ生命保険　松山支社新居浜営業所
  - 住友生命保険　新居浜支社
  - 損害保険ジャパン　新居浜支社、新居浜保険金サービス課
  - 第一生命保険　松山支社新居浜営業オフィス
  - 大同生命保険　新居浜連絡所
  - 日本生命保険　松山支社新居浜営業部、ニッセイライフプラザ松山新居浜サービスオフィス
  - マニュライフ生命保険　新居浜支社
  - 三井住友海上火災保険　新居浜支社･新居浜保険金お支払いセンター
  - 明治安田生命保険　松山支社新居浜営業所
  - 全国労働者共済生活協同組合連合会　共済ショップ新居浜店
- インフラ
  - 四国電力送配電　新居浜支社

## メディア

### テレビ・ラジオ
- NHK松山放送局新居浜支局（2015年に、全国のNHK報道室が支局へ変更したのに伴い支局化）
- 南海放送東予支局（2013年に同居している愛媛新聞新居浜支社の建て替えに伴い新居浜支局から名称変更）
- テレビ愛媛東予支局
- あいテレビ新居浜支局
- 愛媛朝日テレビ新居浜支局

### ケーブルテレビ
- ハートネットワーク（新居浜と西条が管轄エリア）

### 新聞
- 愛媛新聞新居浜支社
- 朝日新聞新居浜支局
- 毎日新聞新居浜通信部
- 読売新聞新居浜通信部

## 交通

### 航空路
1959年（昭和34年）から1965年（昭和40年）まで黒島地区に新居浜空港(IHA)があり、日東航空の大阪国際空港および別府間の航空路線が存在した。なお、使用航空機は水上機に限られた。以降、市内に定期旅客便が就航する空港は設置されていない。

### 鉄道
- 四国旅客鉄道（JR四国）
  - 予讃線 多喜浜駅 - 新居浜駅 - 中萩駅
- 中心となる駅：新居浜駅
- 住友別子鉱山鉄道 ※廃止
  - かつて市内で運行されていたが、1954年（昭和29年）に旅客輸送が廃止され、1977年（昭和52年）に専用鉄道としても廃止された。このうち、端出場駅と打除駅との間は 1991年（平成3年）に開業した鉱山観光施設マイントピア別子の観光鉄道として活用されている。

### 道路
上部地区では、四国山地の北縁に沿うように松山自動車道が東西に貫いており、市内に新居浜ICが、西条市の市境付近にいよ西条ICがそれぞれ設置されている。その約1km北に並行する形で国道11号が東西に走る。この路線は慢性的な交通渋滞が発生していたが、渋滞の解消および市中心部から新居浜ICへのアクセス改善などを目的として新居浜バイパスの整備が進められている。
川西地区･川東地区では、県道13号が東西に貫いており、西条市との市境付近に広がる工業地帯や新居浜市の官庁街および川東地区の工業団地などを通る。市の中心商店街であり旧県道13号でもある昭和通りは、市の沿岸部を東西走る。
これら東西の幹線を南北に結ぶ主幹線が県道11号（通称:堺筋）である。新居浜市の大動脈ともいえるこの路線は昭和通りとの交点から国道11号との交点までの約4.3kmを4車線（元塚〜高木間は6車線）で結ぶ。
市道角野船木線は、新居浜ICから山根公園を経由して県道47号新居浜別子山線を結び、マイントピア別子や別子山方面へのアクセス道路として位置付けられている重要な路線。角野船木線が全線開通となれば大型車が通行でき、マイントピア別子や別子山方面からは国道11号を通らずに新居浜ICまで行けることになり、時間の短縮化につながる。

#### 高速道路
- 松山自動車道
  - 新居浜IC

#### 一般国道
- 国道11号
  - 国道192号（国道11号と重複）

#### 都道府県道
- 主要地方道
  - 高知県道・愛媛県道6号高知伊予三島線
  - 愛媛県道11号新居浜角野線
  - 愛媛県道13号壬生川新居浜野田線
  - 愛媛県道47号新居浜別子山線
    - 沿線に、道の駅マイントピア別子が設置されている。
- 一般県道
  - 愛媛県道131号別子山土居線
  - 愛媛県道132号多喜浜停車場線
  - 愛媛県道133号多喜浜泉川線
  - 愛媛県道134号国領高木線
  - 愛媛県道135号新居浜停車場線
  - 愛媛県道136号新居浜港線
  - 愛媛県道137号金子中萩停車場線
  - 愛媛県道138号新居浜土居線
  - 愛媛県道336号新居浜東港線

#### 路線バス
瀬戸内運輸が市内に営業所を置いて市内および近隣地域を結ぶ路線を、また伊予鉄バスとともに松山市内への特急バスをそれぞれ運行している。
かつては新居浜市公営企業局交通課が市営バスを運行していたが、1965年（昭和40年）に廃止となった。
- 路線バス
  - 瀬戸内運輸
  - 伊予鉄バス（市内に営業所は無い。JR新居浜駅 - JR松山駅間を結ぶ特急バスの瀬戸内運輸との共同運行のみ乗り入れ。）
  - 別子山地域バス
- 高速バス
  - パイレーツ号 : 東京方面行き
  - いしづちライナー : 大阪・神戸方面行き

### 航路

#### 定期旅客航路

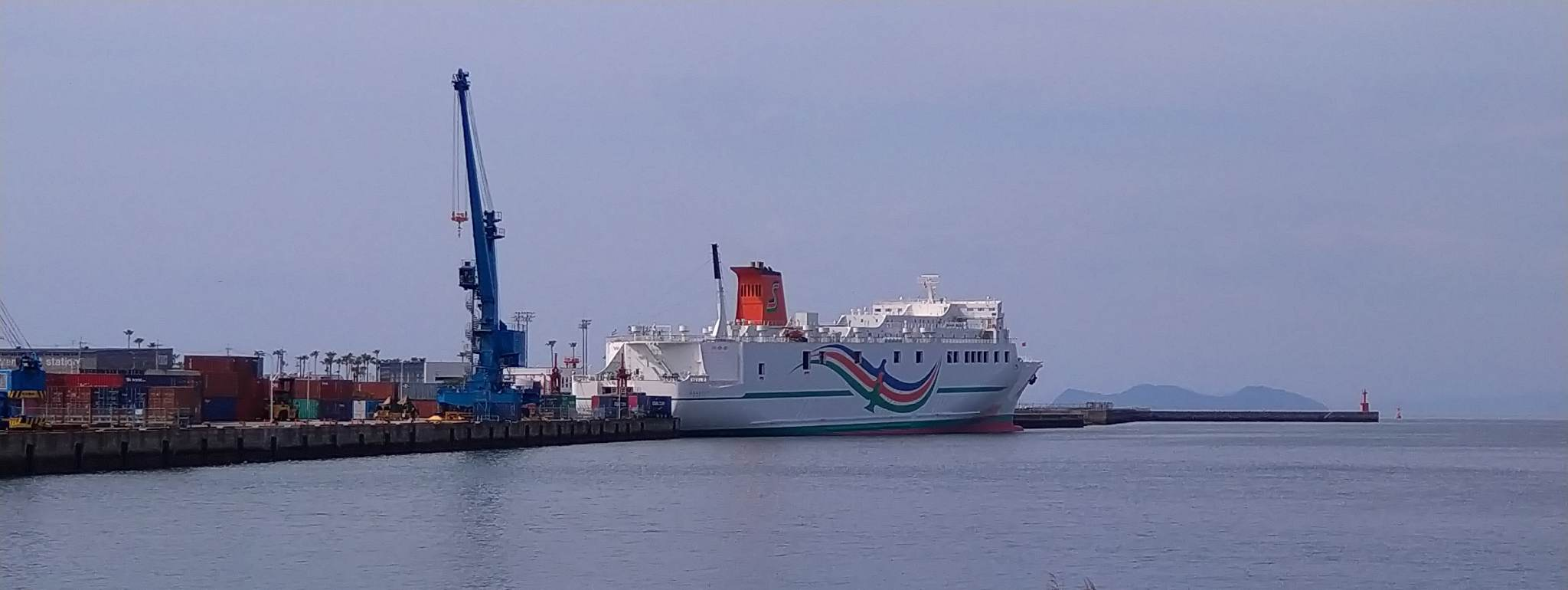
新居浜東港

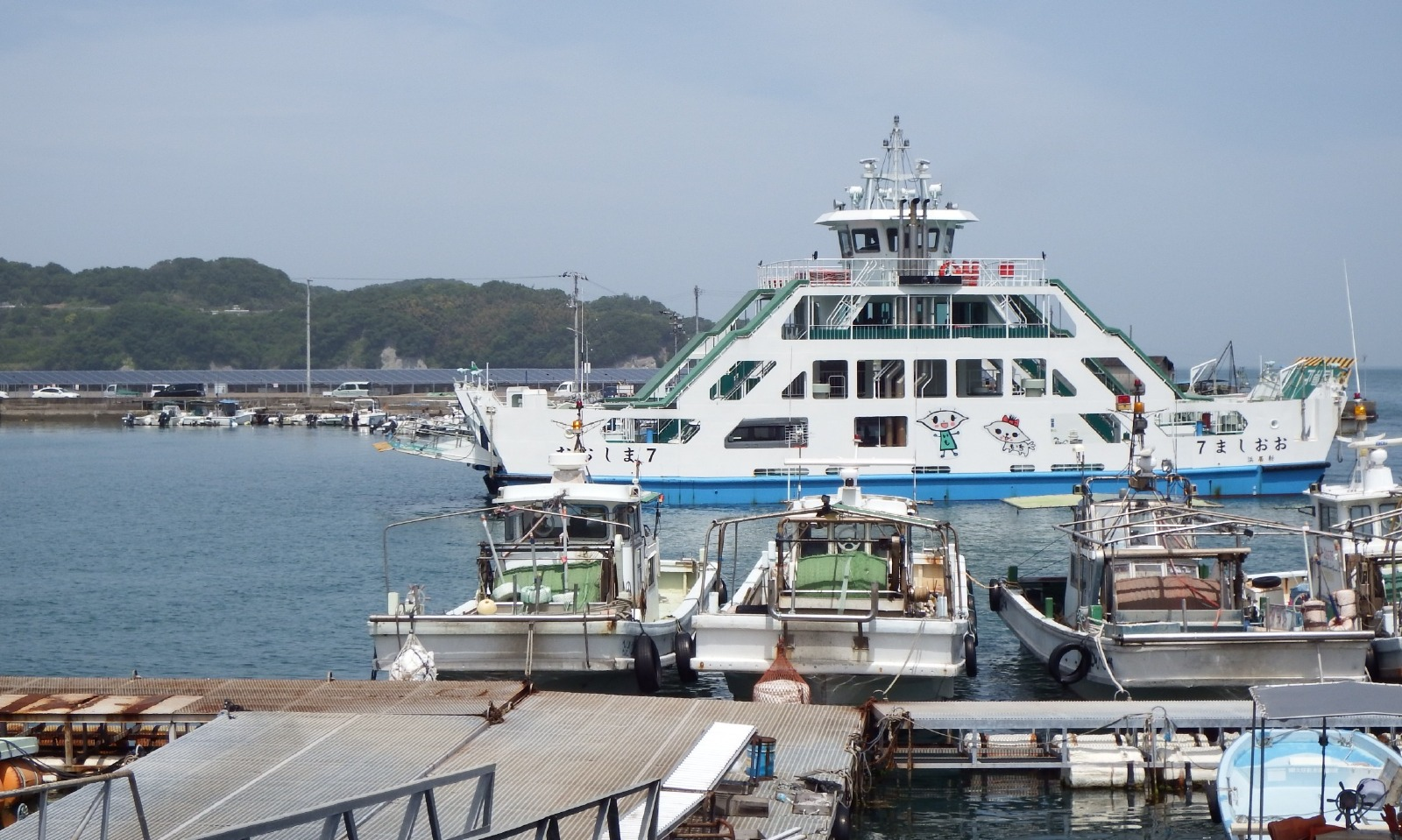
黒島港へ入港する大島の定期便

四国オレンジフェリー
市内にある新居浜東港と神戸港の六甲アイランドフェリーターミナルを結ぶ航路を、旅客設備を簡略化した船舶で運航している。なお、かつては東予港経由で大阪南港へ向かう航路も運航されていたが、2012年より新居浜東港には寄港しなくなった。 これ以降は、新居浜駅始発で市内各停留所に停車し、産業道路から西条市内を経由して東予港に向かう路線バスがフェリー運航時刻に合わせて運行され、通常の有償運行バスながらフェリー利用者のみ無料で乗車できる連絡バスとして代替されている。
新居浜市営渡海船
新居浜港（黒島港）と新居大島約2.5km（所要時間15分）を結ぶ航路を市が運営 しており、担当部署は経済部運輸観光課である。1953年（昭和28年）の大島村との合併により、市が引き継いだ全国でも数少ない市営フェリーである。船舶はかつて「おおしま7」と「おおしま」の2隻が運用されていたが、このうち後者は東日本大震災で船舶が被害を受けた大島汽船に無償譲渡され、宮城県気仙沼市の気仙沼港と大島を結ぶ航路で利用されている。現在は、「おおしま」と「くろしま」の2隻で1日15往復運行されている。

#### 港湾と灯台
- 東予港東港地区（磯浦）

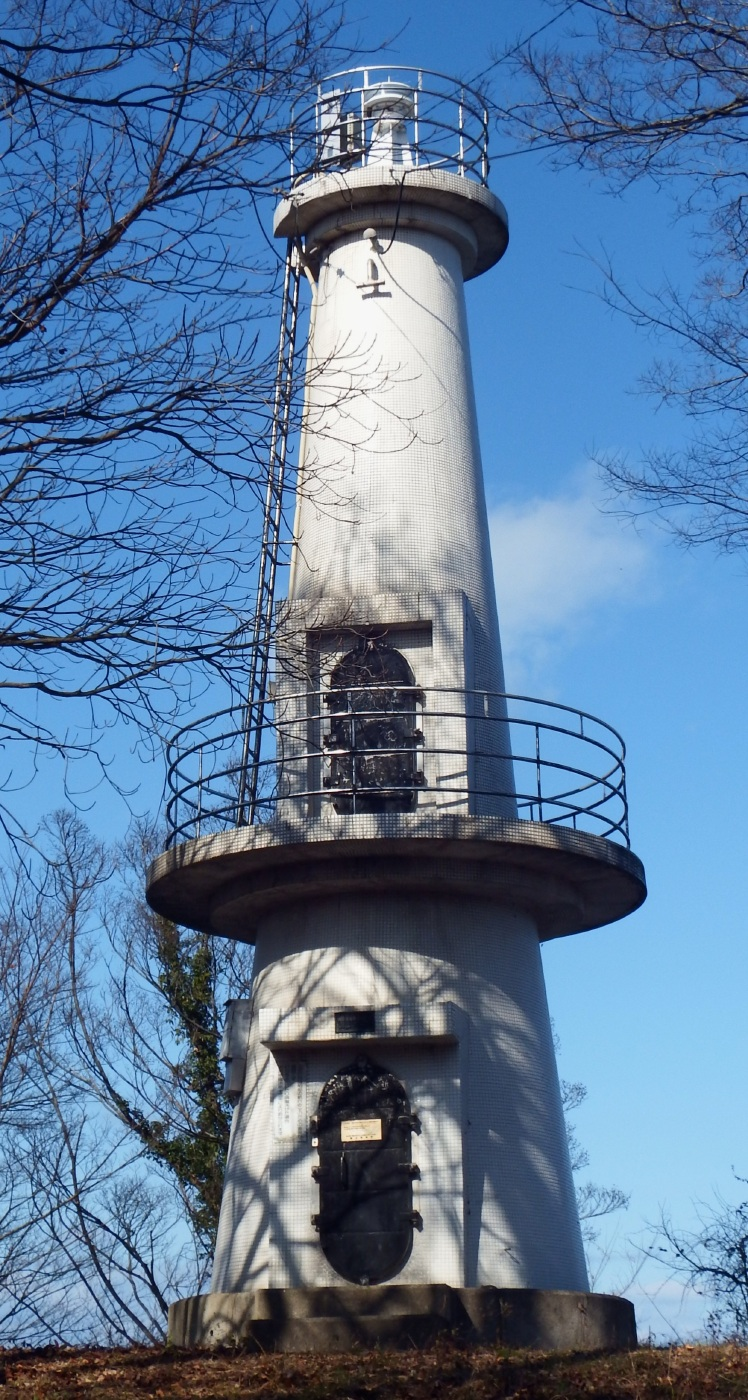
弁天灯台

- 新居浜本港（惣開）：新居浜港西・東防波堤灯台[赤白]
- 沢津漁港：新居浜港沢津沖防波堤西灯台[白]、灯柱3基[赤黄白]
- 垣生漁港：灯柱2基[白赤]
- 新居浜港垣生埼灯台（通称：弁天灯台）
- 新居浜マリーナ：灯柱3基[白赤白]
- 新居浜東港（多喜浜）：新居浜港多喜浜西・東防波堤灯台[赤白]
- 黒島港
- 新居大島漁港：新居浜大島港東防波堤灯台[赤]

⇒ 新居浜市の灯台の画像

## 医療・教育機関など

### 健康
新居浜市内には100を越える病院・医院等があり、それぞれ地域に根付いた医療保健活動をしている。
主な保健医療機関・施設
- 独立行政法人労働者健康安全機構愛媛労災病院
- 一般財団法人労災サポートセンター 愛媛労災特別介護施設（ケアプラザ新居浜 ）[34]
- 一般財団法人積善会 十全総合病院[35]
- 住友別子病院
- 愛媛県立新居浜病院
- 財団法人新居浜精神衛生研究所 財団新居浜病院[36]
- 愛媛医療生活協同組合 新居浜協立病院[37]
- 社団法人新居浜市医師会[38]

### 教育

#### 大学・専門学校（専修学校）
- 河原医療大学校 新居浜校
- 十全看護専門学校[39]
- 東城看護専門学校[40]
- 東予理容美容専門学校

かつて存在した大学
・愛媛大学（工学部キャンパス）
・桃山学院短期大学
1949年（昭和24年）の愛媛大学設立と同時に同大学の工学部のキャンパスが市内に設置されたが、1963年（昭和38年）に松山市に移転したため、市から大学機能は一時消滅した。1973年（昭和48年）には桃山学院短期大学が開校したものの、定員割れが続き1990年（平成2年）に廃校となっている。このため、現在市内には短期大学を含めた大学は存在せず、進学を希望する高校生の多くは卒業後、大学や短大、専門学校に進学するために新居浜を離れる。なお大学卒業相当としては、国立新居浜工業高等専門学校が設置した専攻科において単位を修得し、独立行政法人大学評価・学位授与機構による審査を受け合格することで学士（工学）の学位が取得可能である。この高専専攻科については、外部からの受験も受け付けているが実質的に高専卒業生のためだけの教育機関であるため、市民の認知度は低いという意見がある。

#### 高等専門学校
- 国立新居浜工業高等専門学校（独立行政法人 国立高等専門学校機構）

#### 高等学校
- 愛媛県立新居浜西高等学校
- 愛媛県立新居浜東高等学校
- 愛媛県立新居浜南高等学校
- 愛媛県立新居浜商業高等学校
- 愛媛県立新居浜工業高等学校
- 学校法人河原学園未来高等学校新居浜分校（通信制）

#### 小中学校
市内には市立の小学校が17校、中学校が12校立地する。すべての小中学校がユネスコスクールとして持続可能な開発のための教育（ESD）に取り組んでいる。（別子小・中学校は2017年に登録された。）。
かつては住友私立の私立学校が市内に点在していたが、現在は廃止および新居浜市に移管されている。市内外からの人口が流入する一部校区を除いては、少子化の影響で児童・生徒数、教員数ともに減少が続いている。別子小学校では児童数が極めて少ないため、複式学級制のもと小学校を中学校に併設する形で効率的な運営を行っている。また、本市唯一の離島に位置する大島小学校は児童がいなくなり2008年度から休校していたが、2013年3月31日をもって廃校となり、本土側の多喜浜小学校に統合された。中学では、隣接する通学区域の中学校への通学を可能にする中学校選択制が導入されていたが現在は導入されていない。2016年4月より別子中学校は「学び創生事業」として校区外より生徒を募集し、選抜した上で英語・理数教育を重点的に行っている。また、若宮小学校は児童数の減少から、近接する惣開小学校に統合される形で2017年度末を以て閉校となった。
- 新居浜市の中学校一覧
- 新居浜市の小学校一覧

#### その他の学校
- 愛媛県立新居浜特別支援学校
- 愛媛県立新居浜特別支援学校川西分校

#### 学校教育以外の施設
- 愛媛県立新居浜高等技術専門校（職業能力開発促進法に基づく職業能力開発校）

## 観光・祭事

### 祭事・催事
- 新居浜太鼓祭り（10月16日-10月18日） 市内各地

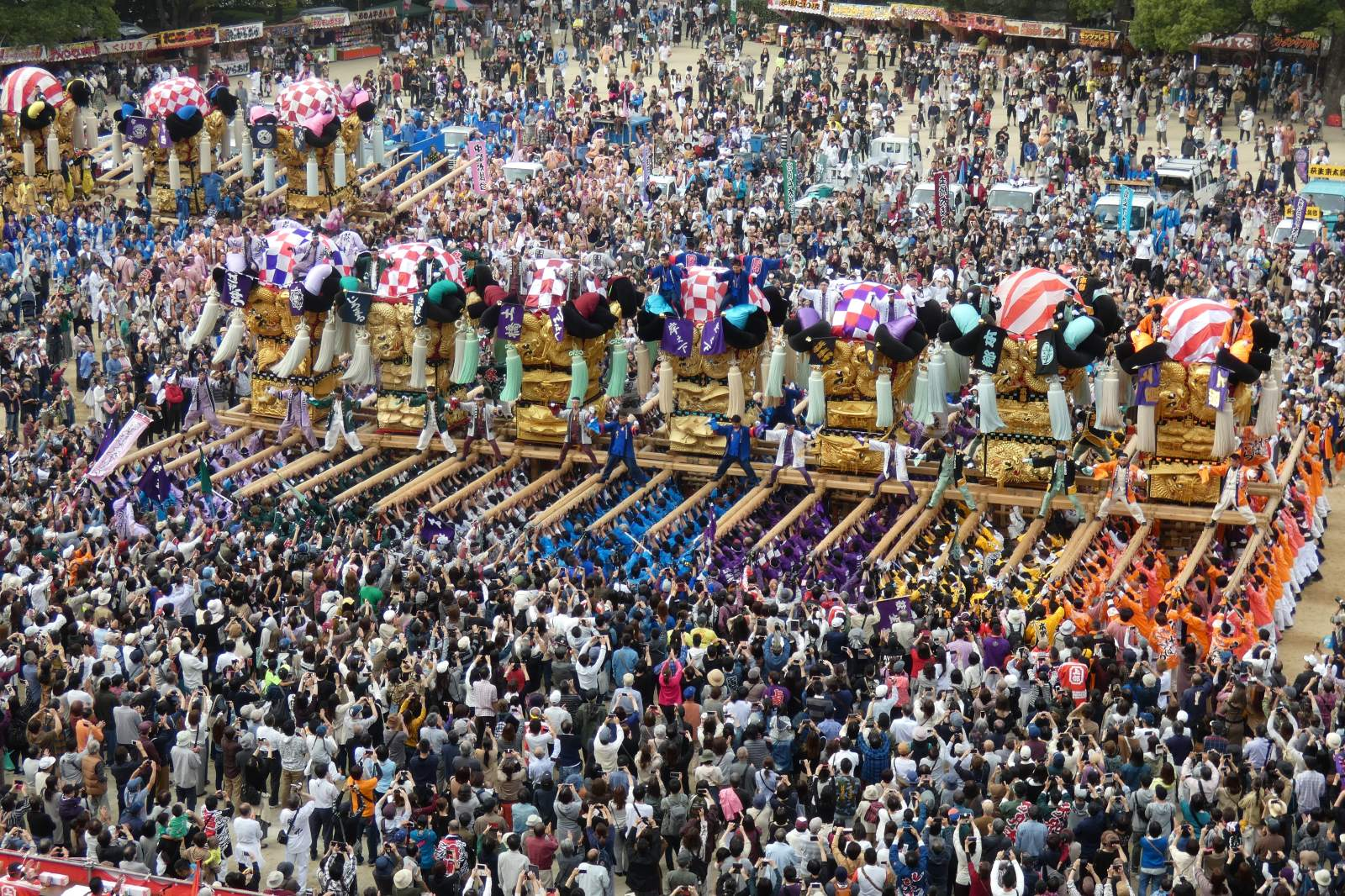
新居浜太鼓祭り（山根公園 2019.10.17）

- 若水とり （1月7日早朝） 若水町つづら淵（新居浜市史跡 1978年〈昭和53年〉4月6日指定）
- とうどおくり （成人の日 1月第2月曜日早朝） 新居大島（新居浜市無形民俗文化財 1978年〈昭和53年〉4月6日指定）
- にいはま納涼花火大会（7月最終金曜日） 国領川河川敷
- 大島八幡神社秋季大祭（10月第2土曜日・日曜日） 新居大島 ※夜宮といわれるだんじりは西条だんじりの原形とされる。
- じょうさ節 垣生地区（新居浜市無形民俗文化財 1978年〈昭和53年〉4月6日指定）
- かぶと踊り 船木地区（新居浜市無形民俗文化財 2004年〈平成16年〉8月5日指定）

### 名所・旧跡・観光スポット
国と県指定の文化財を個人蔵（重要文化財の1件「剣銘国永」と県指定有形文化財の2件「国継と無銘」の刀剣）を除き全て掲載。
別子銅山の産業遺産群
283年にわたり住友により経営され65万トンの銅を産出した。
- マイントピア別子
- 端出場（はでば）の遺産群：1930年から全面閉山の1973年まで採鉱本部があった。
  - 旧端出場水力発電所（登録有形文化財）：1912年から59年間発電。内部は無料一般公開。
- 東平（とうなる）の遺産群：1916年から14年間採鉱本部があった。
- 旧別子（銅山峰嶺南）の遺産群：1691年開抗された別子銅山の発祥地。
- 別子ライン（登録有形文化財：遠登志橋）
- 山根グラウンドとエントツ山（登録有形文化財：山根競技場観覧席、旧山根製錬所煙突）
- 別子銅山記念館
- 広瀬歴史記念館
  - 旧広瀬邸（国の重要文化財：旧広瀬家住宅）
- 住友別子鉱山鉄道（登録有形文化財：旧別子鉱山鉄道端出場隧道・旧別子鉱山鉄道端出場鉄橋「足谷川鉄橋」）
- 住友化学愛媛工場歴史資料館（登録有形文化財）
- 口屋（県指定史跡：別子銅山口屋跡）
- 泉寿亭（登録有形文化財：旧泉寿亭特別室棟）
- 星越の選鉱場跡・星越駅・山田社宅・住友倶楽部（登録有形文化財：住友山田社宅8棟）
- 日暮別邸記念館：四阪島から移設復元。

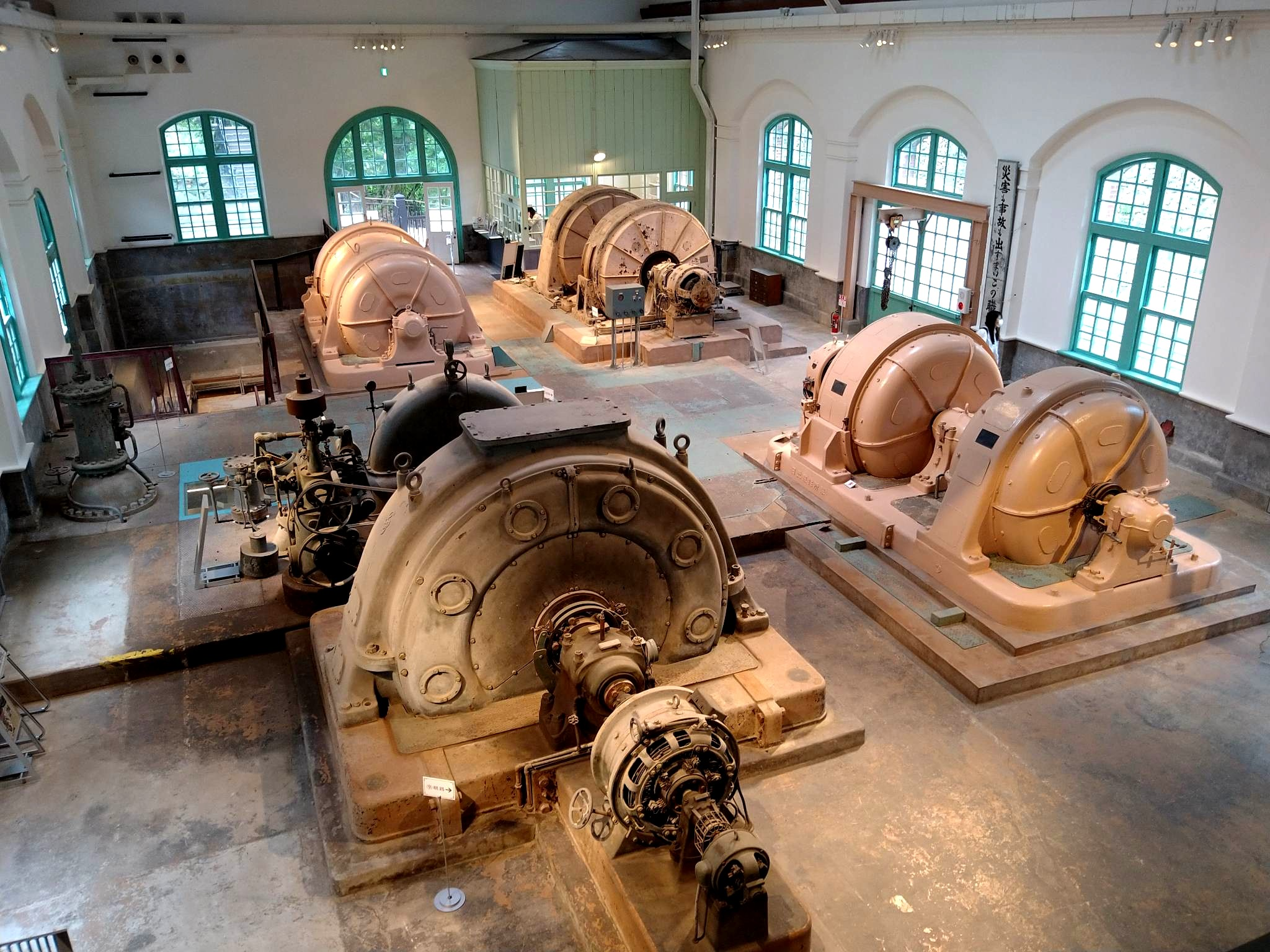
旧端出場水力発電所
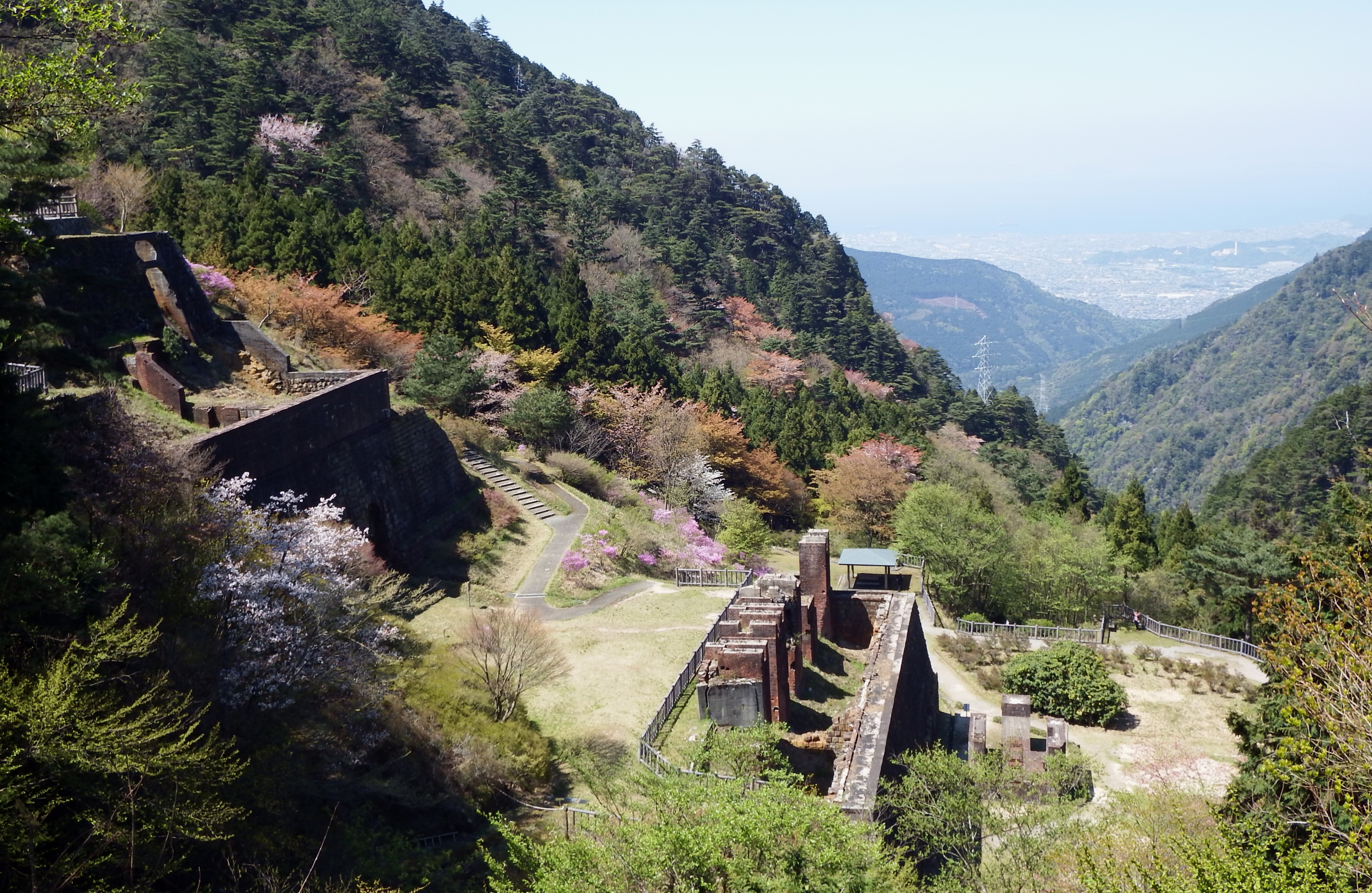
東平
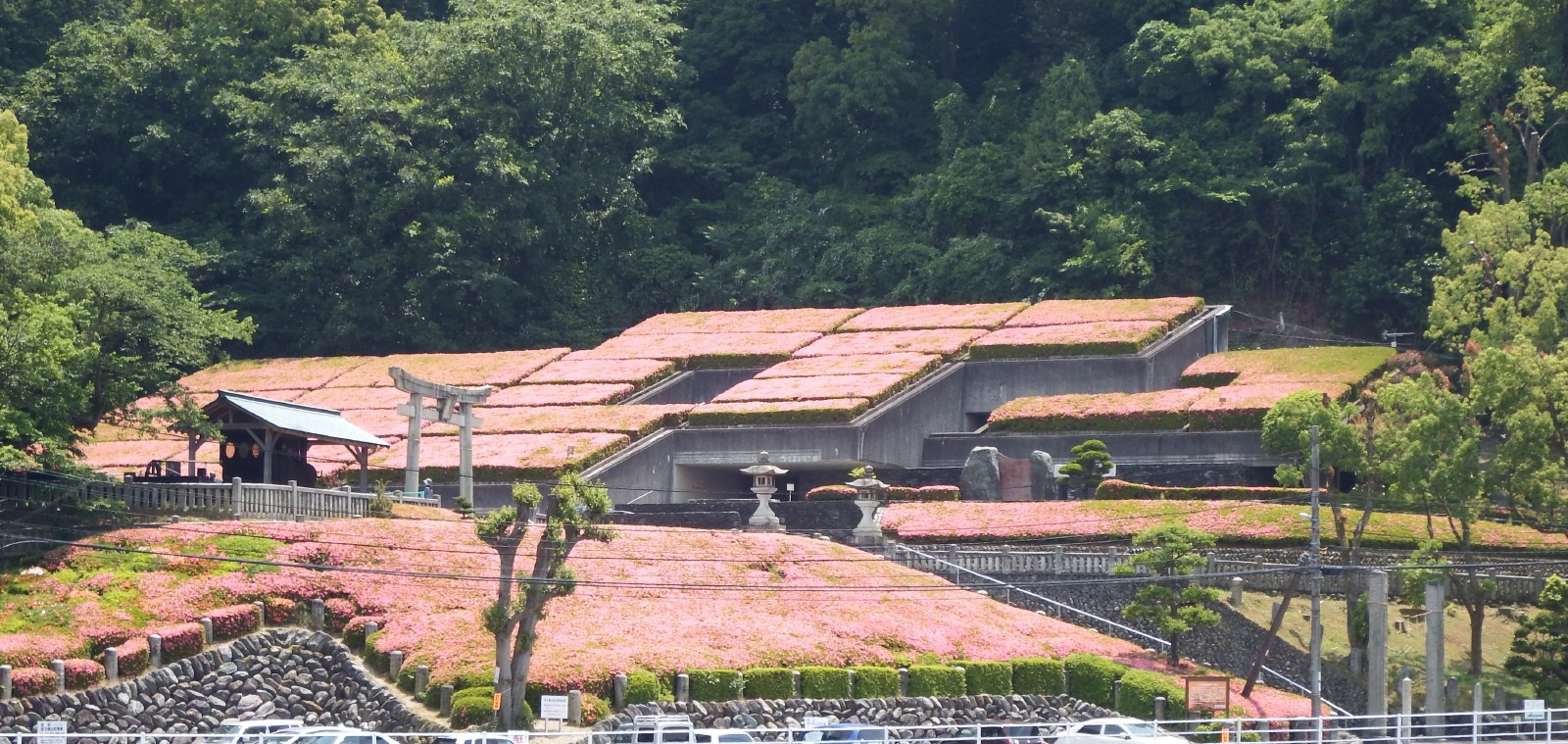
別子銅山記念館
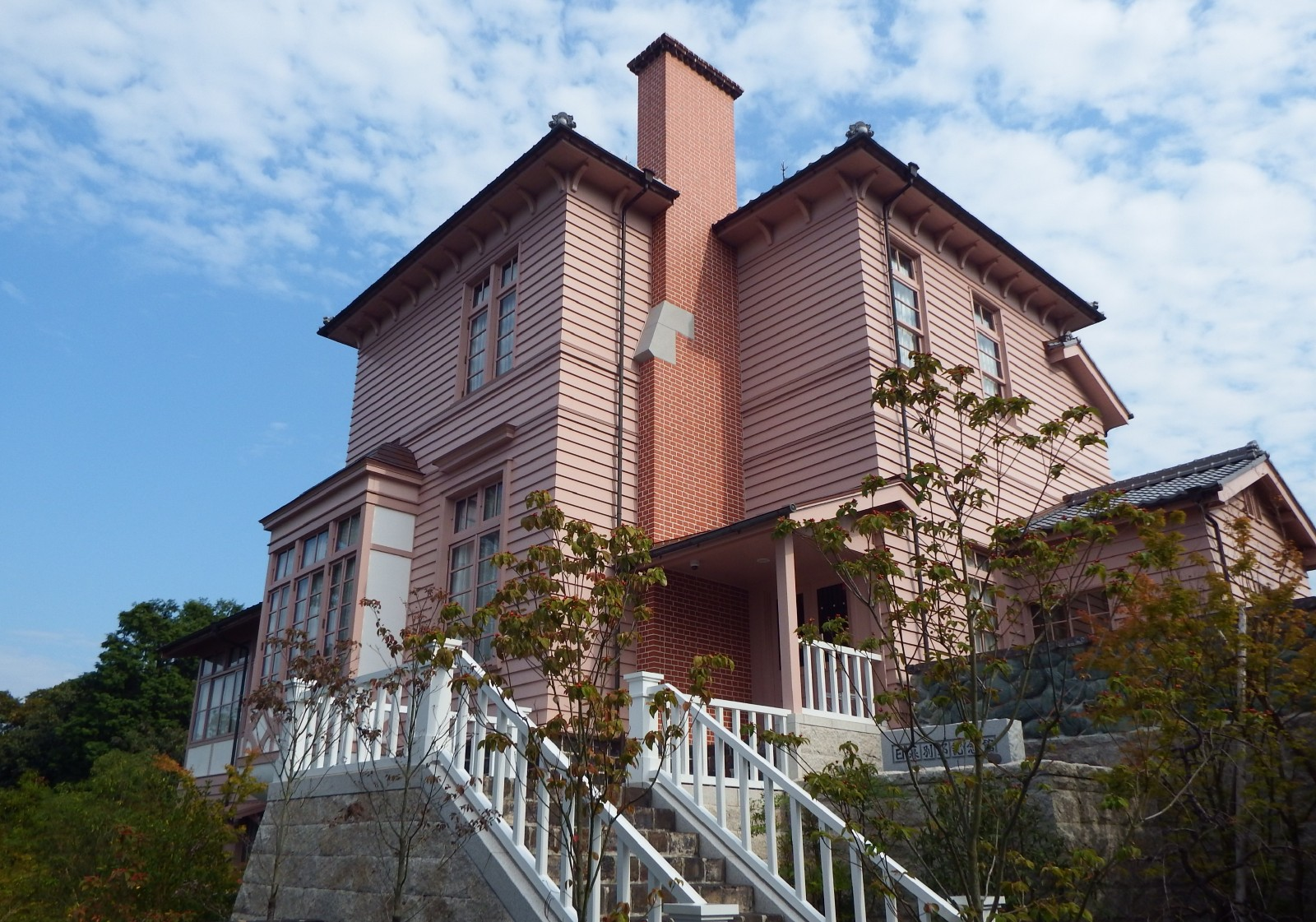
日暮別邸記念館

自然
- 久貢山（くぐやま）のソテツ（県指定天然記念物：ソテツ） 1730年頃（享保年間）塩田開発の記念に植えた雌株で根回り5.4m高さ5m。1957年（昭和32年）12月14日指定
- 別子ライン（県指定名勝）
- 銅山峰のツガザクラ群落（国の天然記念物）
- 赤石山の高山植物（県指定天然記念物）

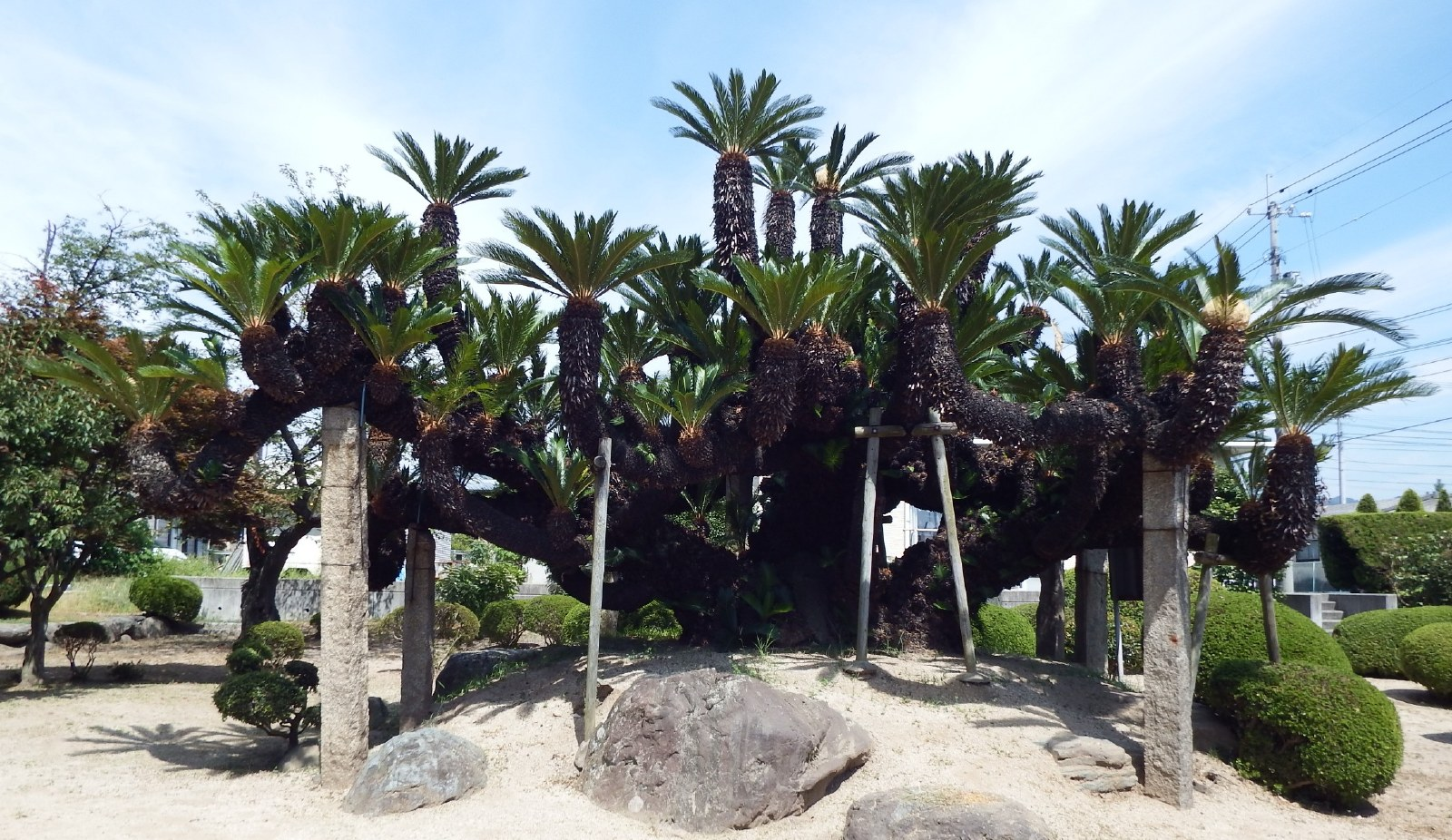
久貢山のソテツ
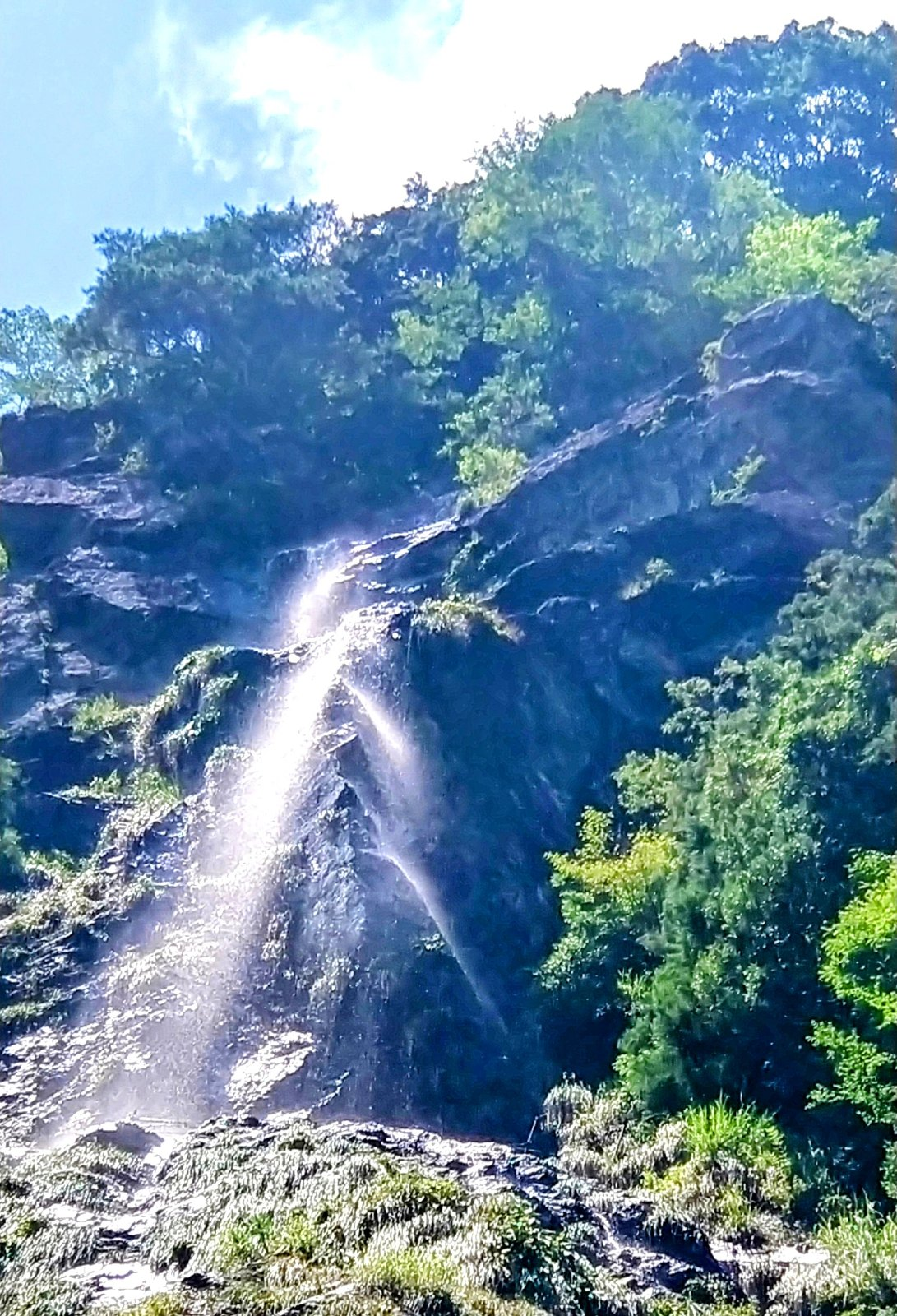
別子ライン 清滝
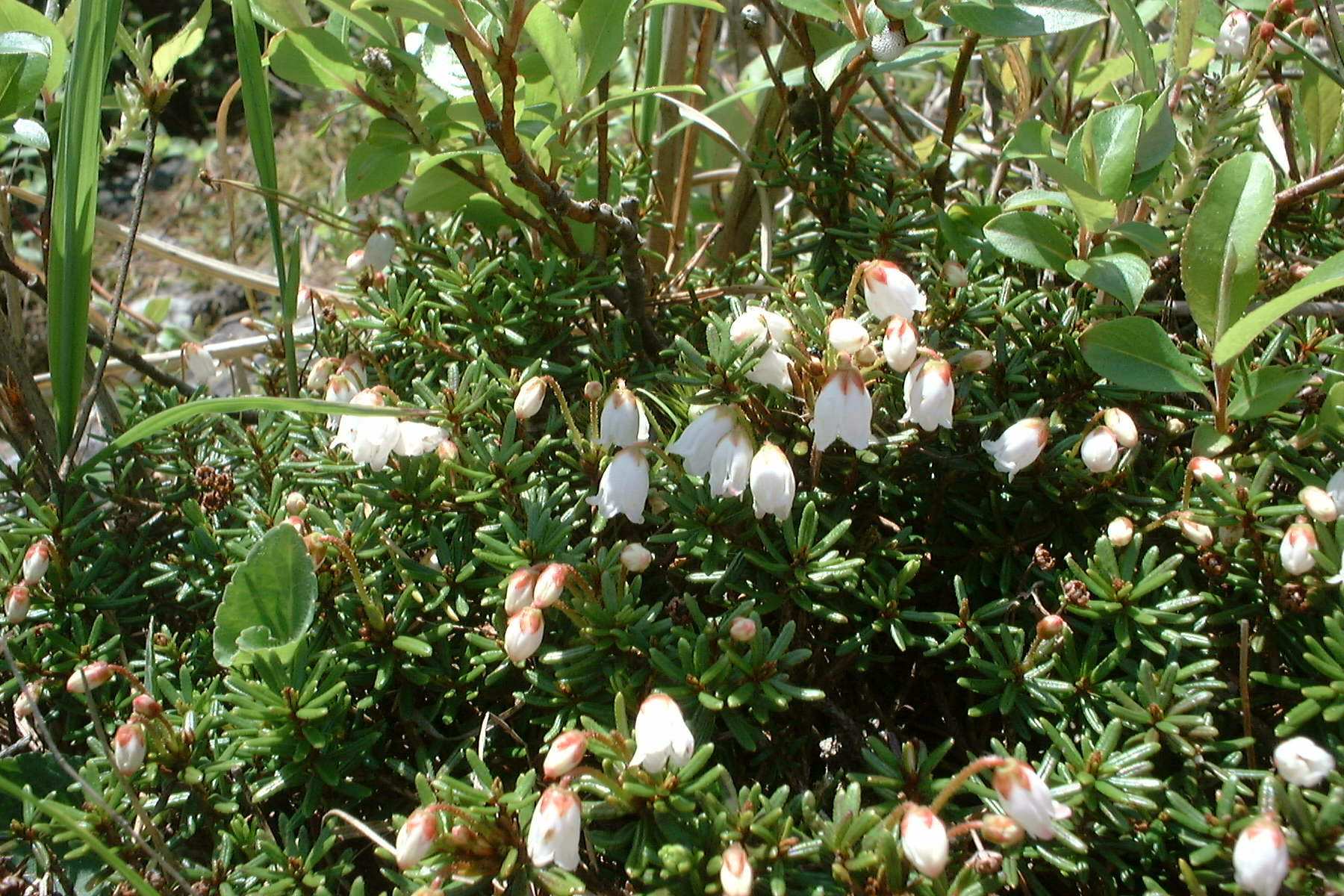
銅山峰のツガザクラ
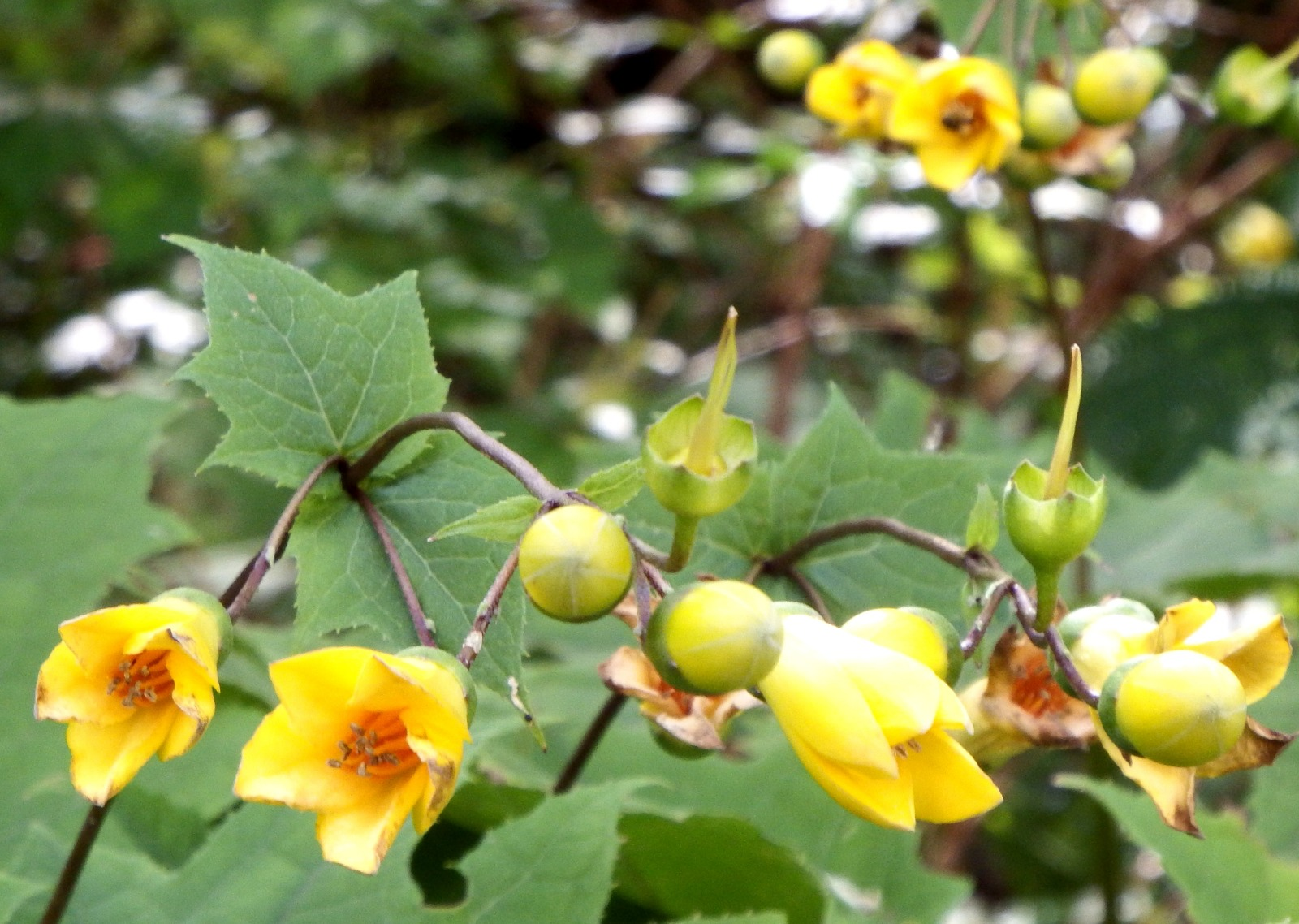
キレンゲショウマ

史跡

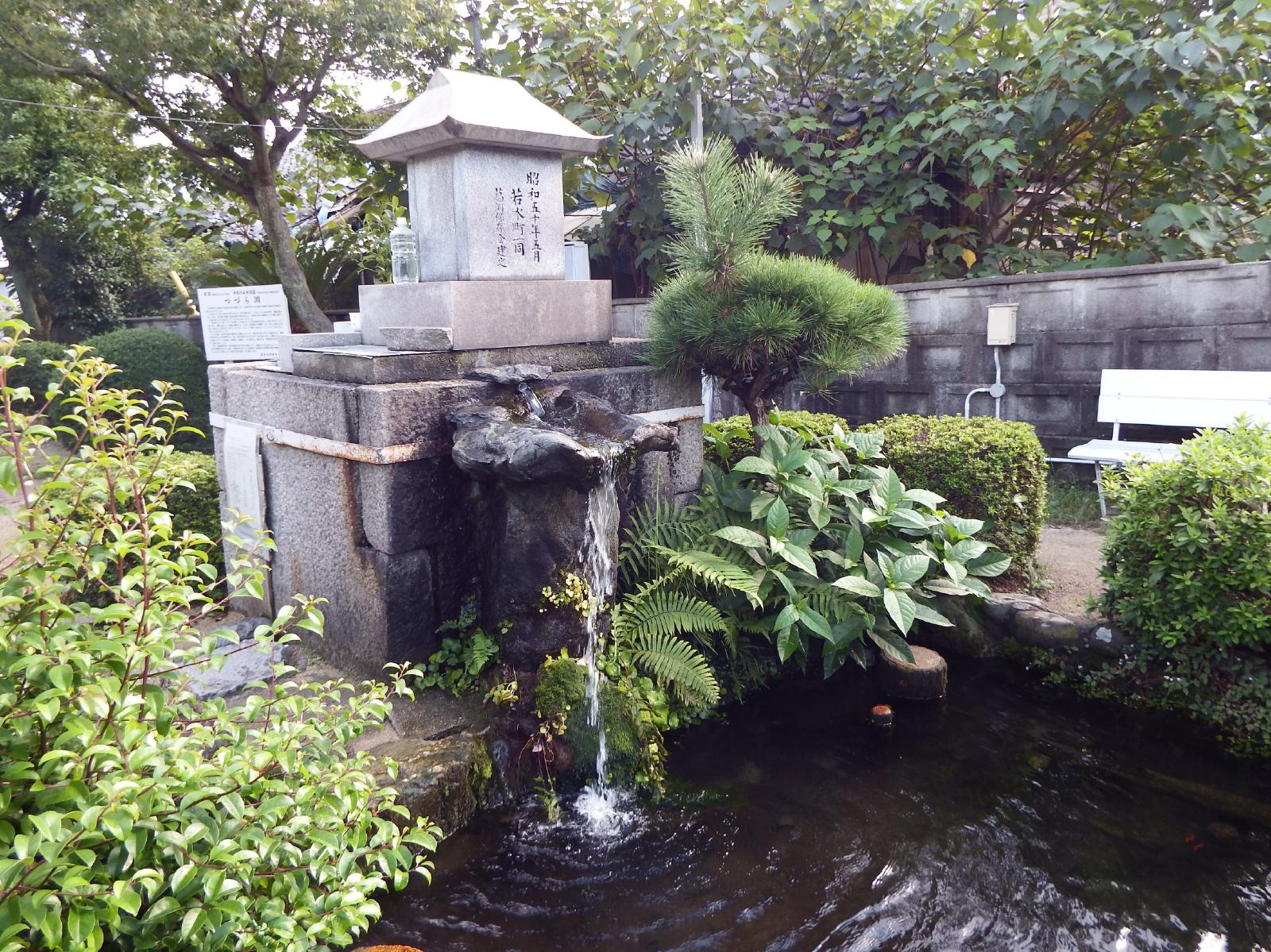
つづら淵

- つづら淵（平成の名水百選・環境省2008年6月25日選定）
- 金子城跡（市指定史跡）
- 岡崎城跡（市指定史跡）
- 生子山城跡（史跡等未指定）

展示施設
- 愛媛県総合科学博物館
- 別子山ふるさと館

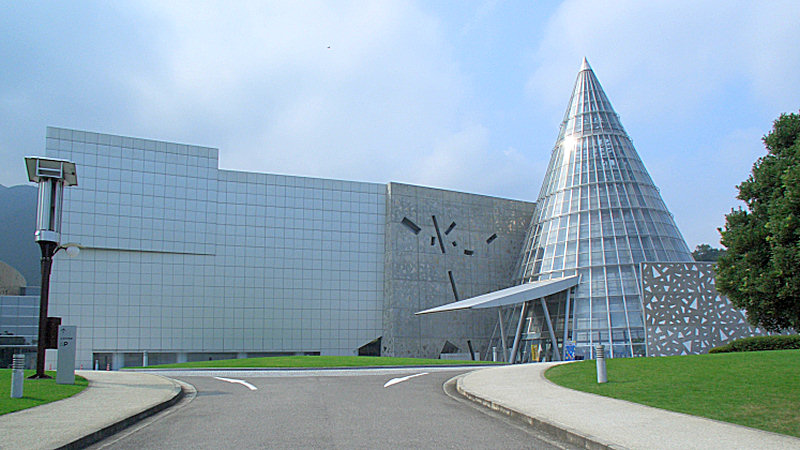
愛媛県総合科学博物館

- あかがねミュージアム（新居浜市総合文化施設）

- 鉄製水車（水郷の里泉川）

レジャー施設
- 武徳殿（登録有形文化財）
- TOHOシネマズ新居浜
- 銅夢にいはま
- 新居浜マリーナ（マリンパーク新居浜）
- 銅山峰ヒュッテ、赤石山荘（東赤石山）
- フォレスターハウス

神社・仏閣
- 一宮神社（国の天然記念物：クスノキ群）
- 浦渡神社
- 黒嶋神宮
- 東臺神社
- 石鈇山往生院正法寺（嵯峨天皇勅願寺）

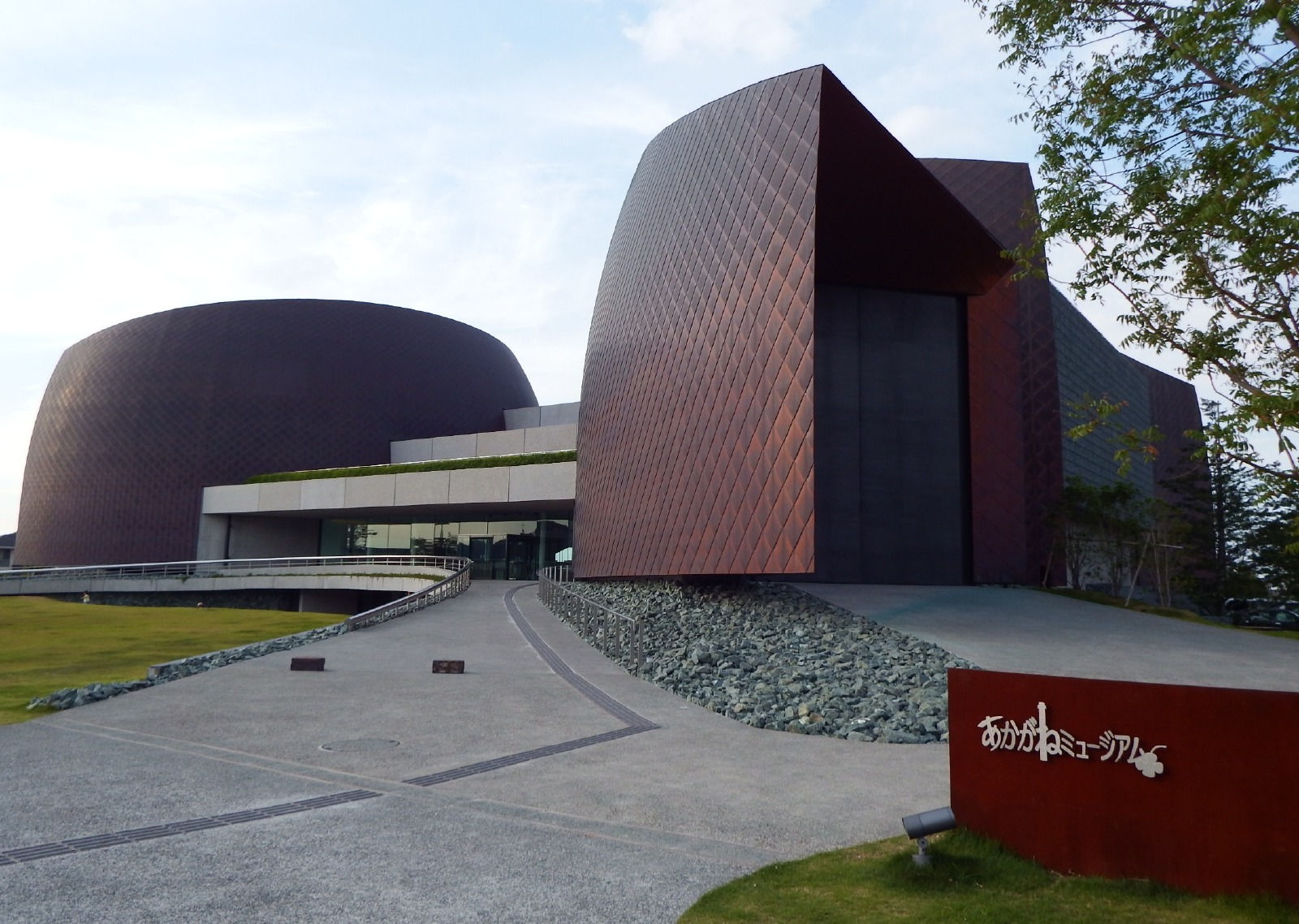
あかがねミュージアム

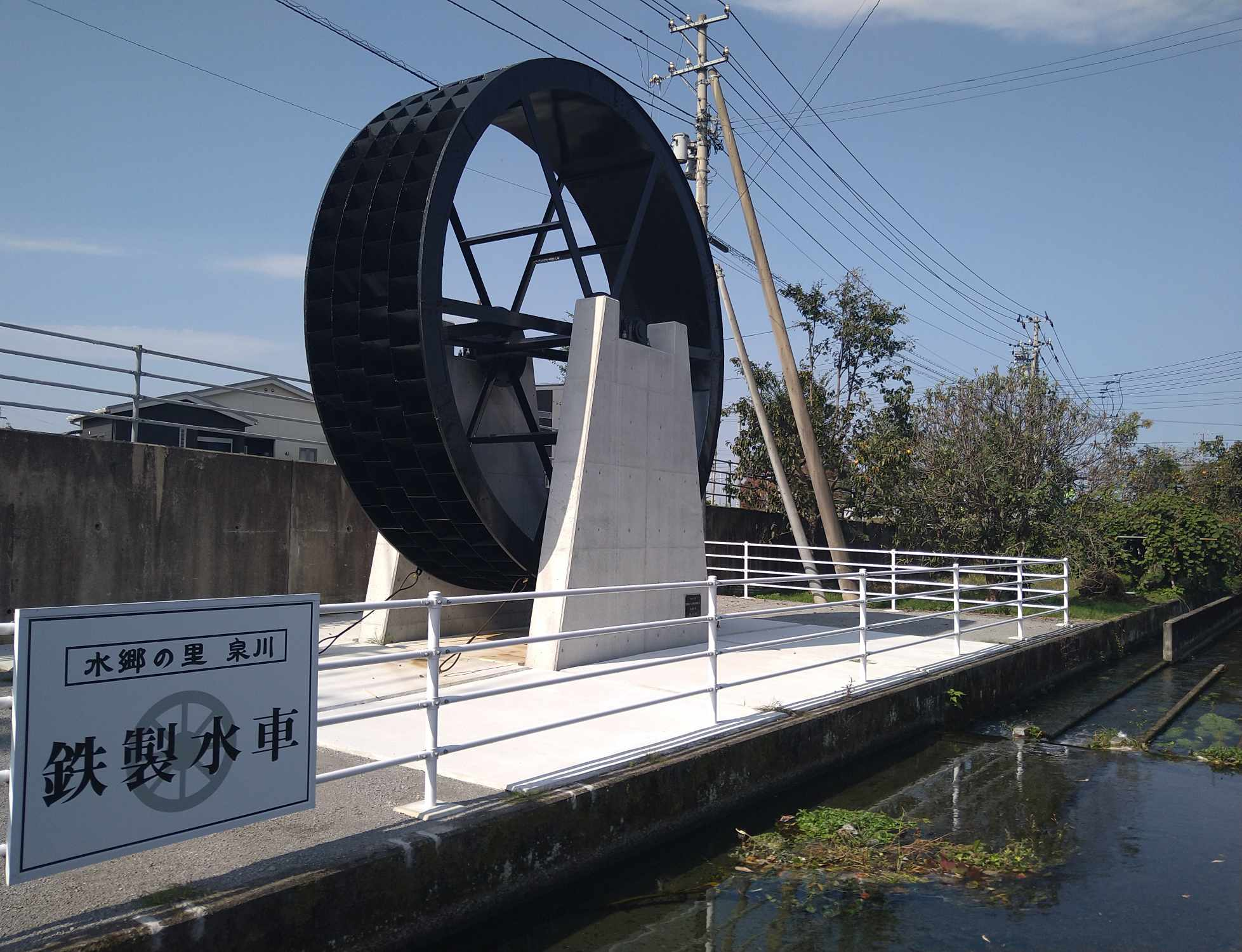
鉄製水車　水郷の里泉川

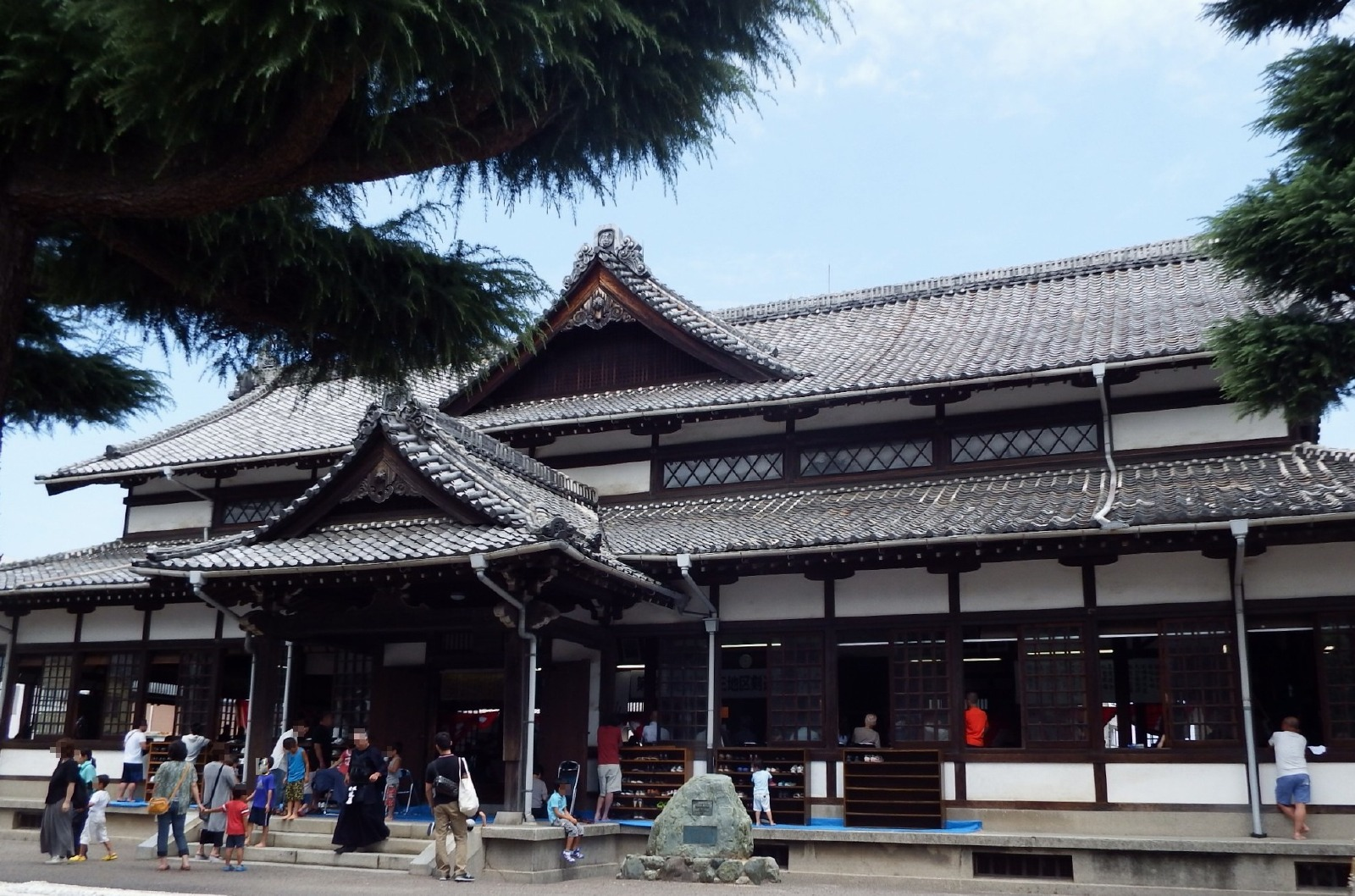
武徳殿

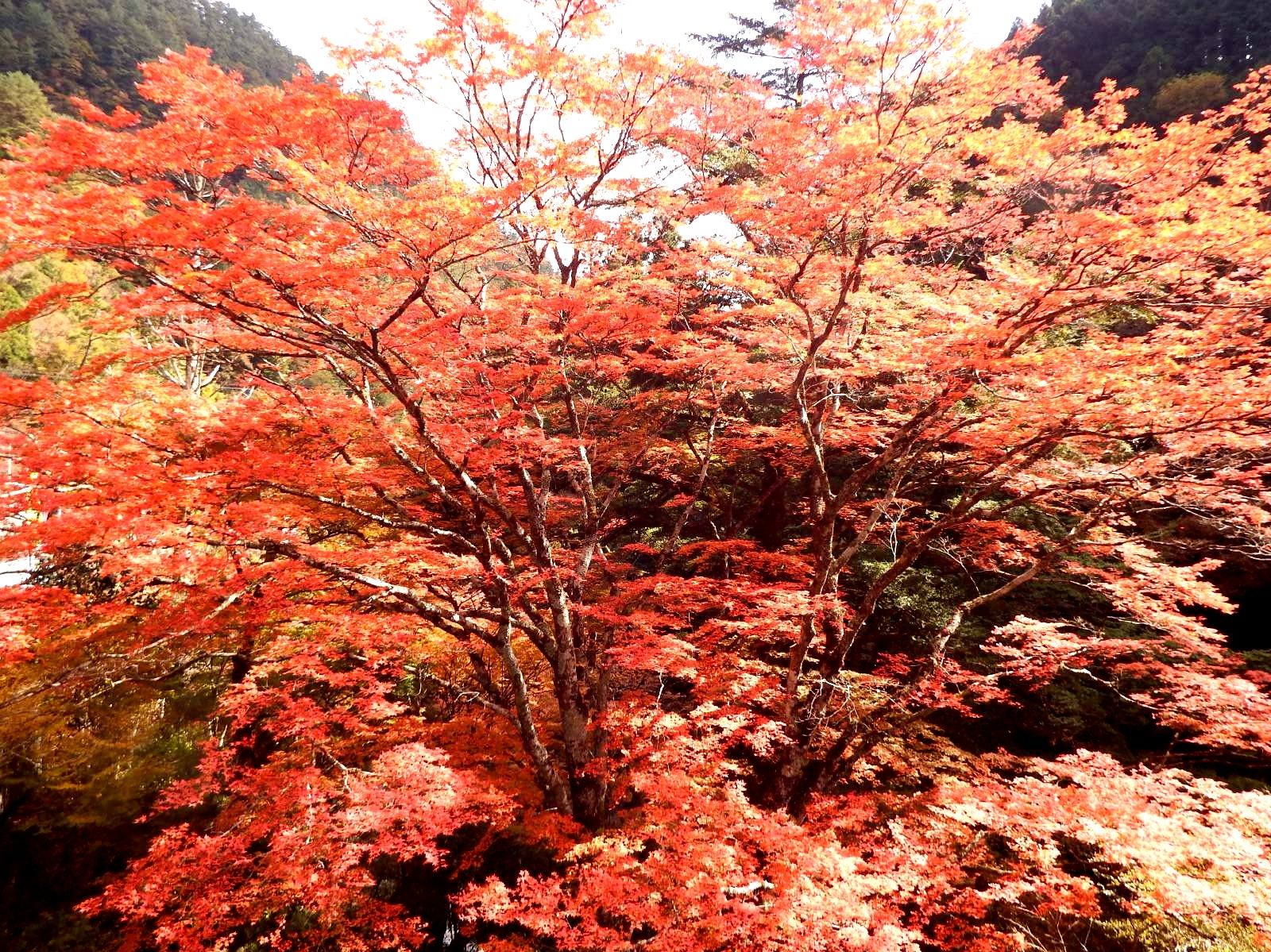
南光院のオオモミジ 2021.11.5

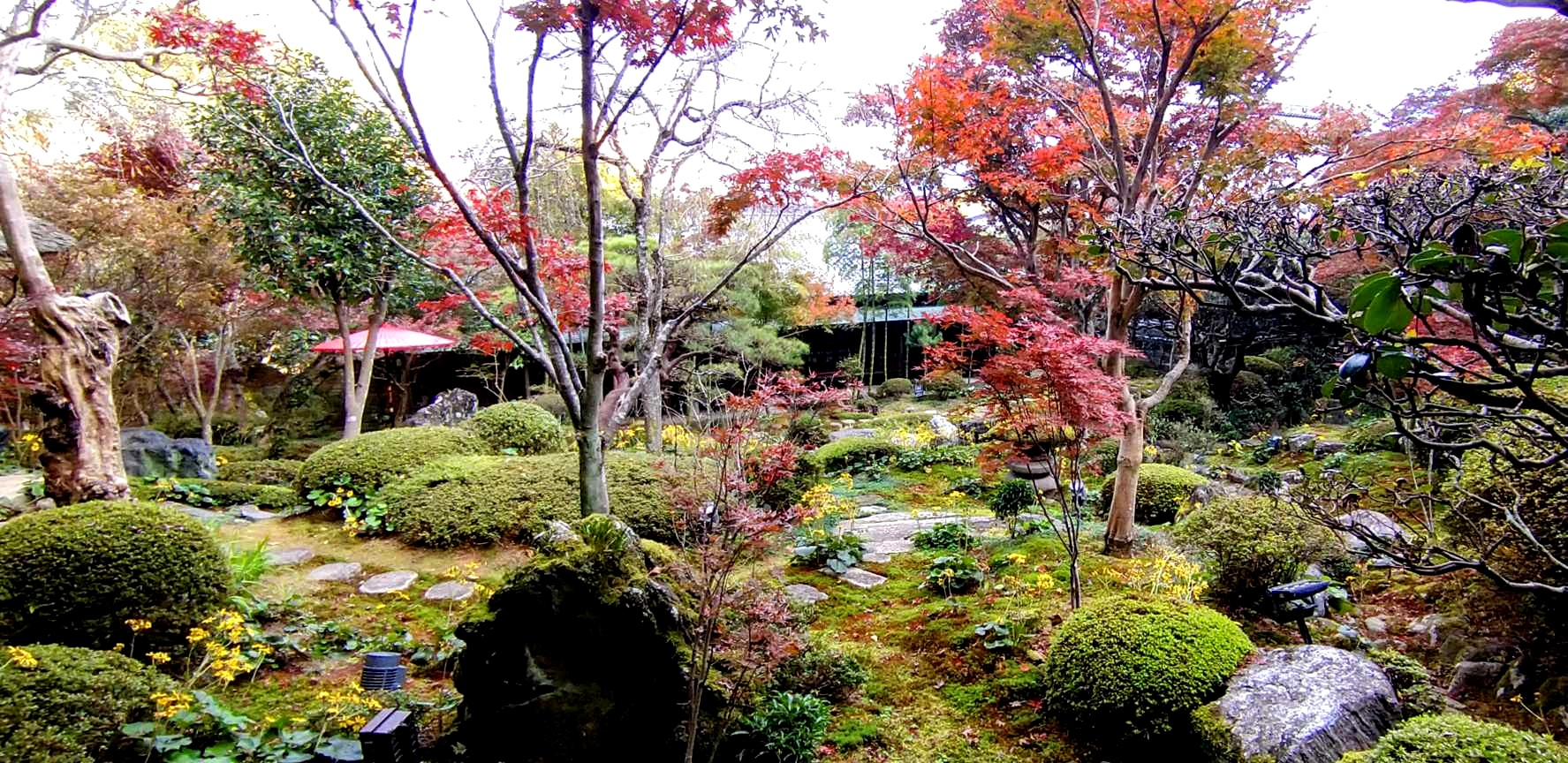
慈眼寺の秋まつり

- 瑞應寺（県指定有形文化財：経堂「大転輪蔵」、県指定天然記念物：イチョウ）
- 南光院：オオモミジ
- 明正寺（県指定有形文化財：銅銭承和昌宝・金銅密教法具）
- 慈眼寺（県指定有形文化財：金子山古墳出土品）
- 河内寺（県指定有形文化財：木造薬師如来坐像）
- 新居浜八十八ヶ所
- 札所寺院：新四国曼荼羅霊場ー(29)明正寺と(30)萩生寺、四国三十六不動霊場ー(24)隆徳寺

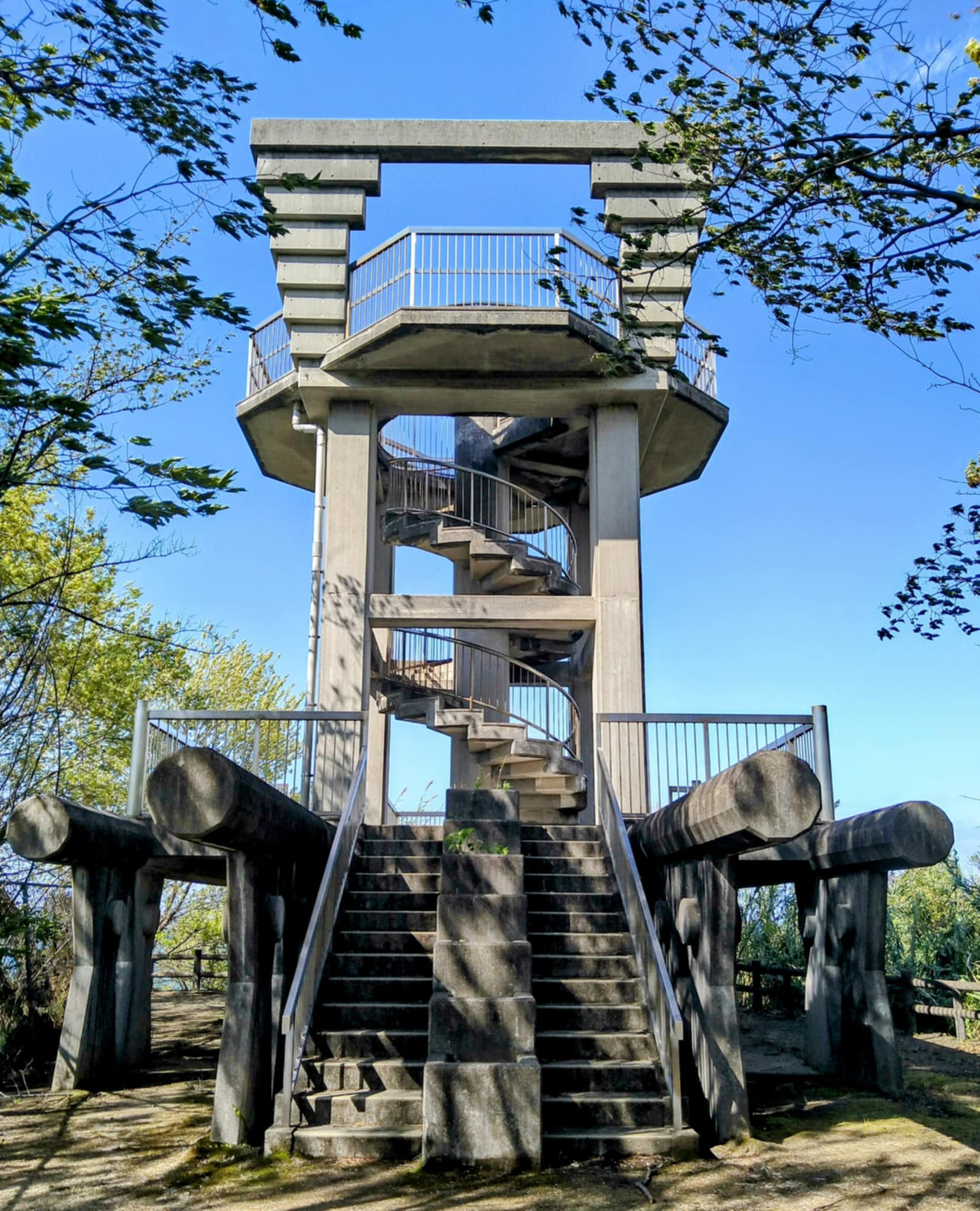
黒島海浜公園 展望台

公園
- 広瀬公園（国の名勝：旧広瀬氏庭園）
- 滝の宮公園
- 池田池公園
- 山根公園
- 新居浜市民の森

- 黒島海浜公園
- 正光寺山古墳公園
- 岡城館歴史公園
- 森林公園ゆらぎの森

### 名物の食べ物
- ざんき
- ふぐざく
- 別子飴
- ハタダ栗タルト
- えび天
- かきくらべ
- ヒット焼き

## プロスポーツチーム
- ミラクルスマイル新居浜[45]：四国で唯一の日本プロフットサルリーグ（Fリーグ）に加盟のホームタウンである。※2023-2024シーズンよりＦリーグディビジョン２へ昇格することが決定。

## 新居浜市出身の人物

### 上世
- 上仙菩薩（笹ヶ峰信仰や石鈇山開山を導いた高僧）
- 賀美能宿禰（第52代天皇・嵯峨天皇の乳母。新居浜から唯一皇室に仕えた平安京采女長官）
- 藤原純友（新高神社の境内社の中野神社[46]に祀られている当地で没したとされる伊予の貴族）
- 村上義弘（村上水軍の始祖、新居大島が生誕地と伝えられる）
- 金子備後守元宅（金子城城主。300年以上の長きに渡り伊予金子氏として繁栄）

### 政治・行政
- 伊藤述史（宇高町生まれの外交官・情報局総裁・国際連盟事務局次長・貴族院議員。近畿大学教授）
- 岡本薫明（第15代財務事務次官）
- 小野晋也（元衆議院議員、第2次小泉内閣文部科学副大臣）
- 加藤利男（元住宅金融支援機構理事長、元内閣官房地域活性化統合事務局長）
- 加藤敏幸（元参議院議員、野田内閣外務大臣政務官）
- 木村健悟（品川区議会議員、元力士、元プロレスラー）
- 田中誠二（厚生労働省職業安定局長）
- 三井環（元大阪高等検察庁公安部長）
- 森清 （元衆議院議員）
- 渡辺修（元日本貿易振興機構理事長、元通商産業事務次官）

### 軍人
- 佐薙毅（大日本帝国海軍大佐、航空自衛隊第2代航空幕僚長）

### 学者・教育者
- 青木虎吉（順天堂大学名誉教授、整形外科学者）
- 河上正二（東京大学大学院法学政治学研究科教授、第二次内閣消費者委員会委員長、法学者）
- 鈴木茂（松山大学教授、経済学者）
- 高橋和郎（元鳥取大学学長、脳神経内科学者）
- 早川幸男（名古屋大学第9代総長、宇宙物理学者）
- 藤田達生（三重大学教授、日本史学者）
- 藤田光孝（元筑波大学物質工学系助教授物理学者）
- 服藤弘司（東北大学名誉教授）

### 実業家
- 有明一夫（エヌ・アイ・エフSMBCベンチャーズ代表取締役社長）
- 浮川和宣（ジャストシステム創業者で初代代表取締役社長、株式会社MetaMoJi代表取締役社長）
- 大澤壽太郎（イギリスで製鉄技術を学ぶ。神戸製鋼所創業に参画し、後に独立して大澤工業を興した）
- 田宮嘉右衛門（鈴木商店買収後の神戸製鋼所初代支配人、第5代社長）
- 車谷暢昭-東芝代表執行役社長CEO
- 近藤勝重（毎日新聞東京本社・専門編集委員）
- 進藤晶弘（メガチップス創業者で会長）
- 十河信二（第2代西条市長、第4代国鉄総裁、「新幹線の父」）
- 高橋正清（ジョブインターナショナル前社長）
- 多田哲哉（トヨタ自動車 GAZOO Racing Company GR開発統括部 チーフエンジニア）
- 永易克典（三菱UFJ銀行代表取締役会長 兼 三菱UFJフィナンシャル・グループ代表取締役社長）
- 広瀬満正（久保田生まれ、実業家。貴族院議員。広瀬宰平長男。妻は伊庭貞剛実妹広瀬よね子）
- 藤田潔（テレビプロデューサー）
- 藤山正道（元住商アーバン開発代表取締役社長）
- 堀切民喜（本州四国連絡高速道路初代代表取締役社長）
- 松尾省三　(biid株式会社　大阪北港マリーナ　アイランドイン小豆島　ちょっとヨットビーチマリーナ江ノ島　レストラン「Hemingway」 代表取締役)
- 三宅重行（ラーメン店「風雲児」店主） - 新居浜ふるさと観光大使[47]
- 村上健治（大和ハウス工業代表取締役副会長）
- 八子知礼（INDUSTRIAL-X代表取締役社長）

### 宗教家・僧侶
- 藤田一照（曹洞宗僧侶、曹洞宗国際センター初代所長）

### 劇作家・脚本家
- 鴻上尚史（劇作家、舞台演出家、映画監督） - 新居浜ふるさと観光大使[48]
- 能祖将夫（朗読家、脚本家、劇場プロデューサー、桜美林大学教授、小美玉市四季文化館芸術監督）
- 伴野久美子（造形美術家、舞台プロデュース）

### 著述家・画家
- 井川香四郎（時代小説作家・時代劇脚本家）
- 石村嘉成（画家・版画家）
- ウメダ・タロー（イラストレーター）
- 大槻はぢめ（小説家）
- 川上拙以（日本画家）
- 小路龍流（イラストレーター）
- 近藤勝也（アニメーター、イラストレーター） - 新居浜ふるさと観光大使[48]
- 篠原とおる（漫画家）
- 白石拓（サイエンスライター・ノンフィクション作家）
- 白岡順（写真家）
- 白川渥（小説家）
- 白凪マサ（イラストレーター、漫画家）
- 鈴木ツタ（ボーイズラブ漫画家）
- 高瀬隼子（小説家）
- 真斗（漫画家）
- 真鍋博（イラストレーター）
- 永易至文（著述家）

### 音楽界
作詞家・作曲家
- あいたかし（作詞・作曲家）

歌手・演奏家
- 阿部一成（篠笛演奏家）
- Anchang（歌手、ギタリスト、SEX MACHINEGUNSのメンバー）
- オータケハヤト（ドラマー、ROCK'A'TRENCHのメンバー）
- 小高芳太朗（歌手、ギタリスト、ランクヘッドのメンバー）
- 鈴木大（キーボードプレイヤー、ラジオパーソナリティ）
- 曽我部清典（トランペット奏者）
- 高見知佳（元歌手、俳優） - 新居浜ふるさと観光大使[48]
- 古西忠哲（ジャズベーシスト）
- maki（ギタリスト、Dizzy coreのメンバー）
- MiKA（歌手、ソロボーカルプロジェクトDaisy×Daisy名義で活動）
- 水樹奈々（歌手、声優） - 新居浜ふるさと観光大使[48]。NHK紅白歌合戦に新居浜市から初の出場
- 山下壮（ギタリスト、ランクヘッドのメンバー）
- 大和姫呂未（シンガーソングライター、ボイストレーナー）
- yuina（ソロアーティスト、ギタリスト、歌手、元Dollyのメンバー）
- rino（歌手、CooRieのメンバー）
- 若狭みなと（歌手、2012／13年Vリーグオフィシャルアンバサダー）

### 芸能界
俳優・タレント
- 愛川ゆず季（タレント、元グラビアアイドル、元プロレスラー）
- 杏野ヒナナ（俳優、グラビアアイドル）
- 石丸幹二（俳優）
- 岸田実保（ミュージカル俳優）
- 近野成美（俳優）
- 瀬戸陽一朗（俳優）
- 花音舞（元宝塚歌劇団宙組娘役）

お笑い芸人
- 木村耕介（お笑い芸人、マッチポンプ）
- ノッチ（お笑い芸人、デンジャラス）
- 横山東六（漫才師、横山ホットブラザーズのリーダー）

### アナウンサー
- 飯尾夏帆（NHK札幌放送局アナウンサー）
- 伊藤大海（日本テレビアナウンサー）
- 塩見朋子（南海放送ラジオリポーター）
- 高橋幸平（テレビ西日本アナウンサー）
- 中村緑（元山陰放送アナウンサー）
- 畑嶋恵理奈（フリーアナウンサー。元南海放送アナウンサー、元瀬戸内海放送アナウンサー、元山陽放送アナウンサー）
- 宮本潤子（フリーアナウンサー）

### 気象予報士
- 篠原正（気象予報士）

### スポーツ
野球
- 飯尾為男（元大映スターズ、元高橋ユニオンズ、元東映フライヤーズ、元大毎オリオンズ、元阪神タイガース）
- 片岡大蔵（元ヤクルトスワローズ、現スコアラー）
- 鴨田勝雄（元法政大学監督）
- 続木敏之（阪神タイガーストレーニングコーチ）
- 藤田元司（元読売ジャイアンツ監督）
- 古沢憲司（元阪神タイガース、元西武ライオンズ、元広島東洋カープ）

サッカー
- 青野慎也（元愛媛FC）
- 阿部吉朗（松本山雅FC）
- 伊藤宏樹（川崎フロンターレ）
- 福田健二（愛媛FC）
- 福西崇史（元日本代表、元東京ヴェルディ） - 新居浜ふるさと観光大使[48]

バドミントン
- 山田和司（バドミントン選手、バドミントン日本代表メンバー）

相撲
- 時浪春樹（元力士）

空手
- 山川知房（極真カラテ指導者、第1回USウェイト制軽量級優勝、第13回琵琶湖杯一般重量級 優勝）

プロレス
- 垣原賢人（元プロレスラー）
- 藤田晃生（新日本プロレス）

ボクシング
- 白石聖（プロボクサー）
- 垂水稔朗（プロボクサー）
- 三迫仁志（元プロボクサー、元全日本ボクシング協会会長）

陸上競技
- 渡辺高博（元陸上競技選手、新居浜市議会議員。バルセロナ五輪400m・1600mリレー代表）

重量挙げ
- 真鍋和人（元重量挙げ選手、ロサンゼルス五輪銅メダリスト）

雀士
- 石川愛（プロ雀士）

### 備考
新居浜市では、独自に県人会的組織「全国にいはま倶楽部」を組織し、市民活動推進課内に事務局を置いて、各地で活躍している出身者・ゆかりのある人とのネットワーク作りに努めている（会報による情報発信や、出身者などからの情報提供による市政運営の提言を受ける等、市勢応援団という位置づけ）。

## 親族が新居浜市出身の人物
- 浅越しのぶ（元女子プロテニス選手、祖母が新居大島出身。2006年に新居大島を訪問）
- 大澤壽人（作曲家、父親は新居浜出身で神戸製鋼所創業に参画した大澤壽太郎。墓が新居浜市内にある）
- 加藤茶（コメディアン、ザ・ドリフターズ、母親が新居浜出身。自身も幼少期に1年間在住）
- 川上のぼる（腹話術師。父・川上拙以が新居浜出身）
  - 川上じゅん（腹話術師、川上のぼる次男。祖父・川上拙以が新居浜出身）
- 白石阿島（クライミング選手。名前の阿島は父親の出身地・新居浜市阿島が由来）
- 蝶野正洋（プロレスラー。父が新居浜市出身）

## 新居浜市にゆかりある人物
- 金子直吉（先祖が金子城城主・金子備後守元宅。備後守について詠んだ句碑が滝の宮公園内にある）
- 川田順（歌人。住友常務理事。宗像神社境内と大山積神社別子記念館脇に歌碑がある）
- 久間章生（政治家、戦時中に在住）
- 酒井黙禅（歌人。日赤松山病院長。一宮神社、新田自治会館庭園、鹿森ダム 新仙雲橋前ほか歌碑が多くある）
- 清水善三（元俳優・タレント。新居浜市内でテニスクラブのコーチを務めている）
- 住友友成（第16代住友吉左衛門。歌人。別子銅山記念館前と別子山 住友の森フォレスターハウスに歌碑がある）
- 中野昭慶（特撮監督。小学校卒業まで新居浜市に住んでいた）
- 野田佳彦（第95代内閣総理大臣。松下政経塾同期生の小野晋也が愛媛県議会議員選挙への立候補に際し、応援のため新居浜市に一時移住）
- 星野伸之（元プロ野球選手・オリックス・バファローズ一軍投手コーチ。現役時代に市内で自主トレをしていた縁で、にいはま少年野球教室を指導している）
- 向井裕紀弘（元陸上競技選手、元競輪選手、アテネ五輪1600mR日本チームメンバー。今治市出身、新居浜東高校卒業）
- 安平鹿一（日本社会党衆議院議員（旧愛媛2区）。新居浜市を主な地盤とした）
- ライオン野口（元プロボクサー。家族で新居浜市に移住）

## 新居浜市を舞台にした作品

### 小説
- 素九鬼子「旅の重さ」
- 鴻上尚史「愛媛県新居浜市上原一丁目三番地」

### 映画
- 旅の重さ
- 薄化粧
- 船を降りたら彼女の島
- 瀬戸内海賊物語
- ふたつの昨日と僕の未来
- すずめの戸締まり（海部千果(あまべちか)が乗っているバイクが新居浜ナンバーのプレートである。）
- 新居浜ひかり物語 青いライオン